# 흰점찌르레기
흰점찌르레기(학명: Sturnus vulgaris 스투르누스 불가리스[*])는 참새목 찌르레기과에 딸린 중간 크기의 연작류이다. 서양에서 그냥 찌르레기(common starling)라고 하면 이 종을 가리킨다.  신장은 약 20cm이다. 기름진 검은 깃털은 금속성 광택이 나며 시간이 지남에 따라 흰색 반점이 앉는다. 다리는 분홍색이고, 부리는 동절기에 검은색, 하절기에 노란색이 된다. 어린 개체는 성체에 비해 깃털 색깔이 보다 갈색에 가깝다. 매우 시끄러운 새로, 남과 어울리기 좋아하는 군서 습성을 지닌다. 노랫소리의 종류가 매우 다양하다. 뛰어난 흉내 능력이 예로부터 유명하여 켈트 신화 산문집 《마비노기온》이나 대 플리니우스, 윌리엄 셰익스피어의 작품들에서도 관련된 언급이 있다.
흰점찌르레기는 수십 개의 아종이 있으며, 유럽과 서아시아의 온대 기후를 자생 서식지로 삼는다. 오스트레일리아, 뉴질랜드, 캐나다, 미국, 멕시코, 페루, 아르헨티나, 포클랜드 제도, 브라질, 칠레, 우루과이, 남아공, 피지 등지에 외래종으로서 전래되었다. 이 새는 남유럽 및 서유럽과 남서 아시아에서는 텃새이고, 그 외의 지역에서는 북동 유럽 등지에서 여름을 나고 이베리아반도와 북아프리카에서 겨울을 나는 철새이다. 자연적 또는 인공적인 구멍 안에 어수선한 둥지를 짓는다. 그리고 네다섯 개의 윤기 있는 창백한 파란 알을 낳는다. 알이 부화하는 데는 2주 정도가 걸리며, 새끼는 3주 동안 둥지 안에 머무른다. 1년에 한두 번 번식을 시도한다. 잡식성으로 다양한 무척추동물과 식물의 씨, 열매를 먹는다. 다양한 포유동물 및 맹금류가 이 새를 먹이로 삼으며, 각종 기생충이 그 몸 안팎을 숙주로 삼는다.
흰점찌르레기 떼는 해충 구제에 도움이 되어 농업에 유익하다. 그러나 흰점찌르레기가 열매나 싹을 뜯어먹으면서 오히려 해수가 될 수도 있다. 흰점찌르레기는 도시 지역에서는 수탉처럼 횃소리를 내는데 이것이 매우 시끄럽고 어지러워서 사람을 성가시게 만든다. 외래종으로 침투된 지역들에서는 도태 작업을 비롯한 각종 활동을 통해 개체수를 조절하려 하고 있으나, 웨스턴오스트레일리아를 제외한 다른 지역들에서는 그러한 시도들은 거의 성공하지 못했다. 1980년대 이후 북유럽과 서유럽에서는 그 개체수가 감소 추세에 있다. 성장기 병아리의 먹이로 삼아야 하는 초지의 무척추동물이 드물어졌기 때문이다. 그럼에도 불구하고 전세계적인 개체수는 그다지 크게 줄어들지 않고 있으며, 국제자연보전연맹은 흰점찌르레기를 관심 불필요(least concern) 종으로 분류했다.

## 분류
1758년 《자연의 체계》에서 칼 폰 린네가 흰점찌르레기를 처음 기재했고, 그때 붙은 이명법이 현재까지 학명으로 사용되고 있다. 속명 "Sturnus 스투르누스[*]와 종명 vulgaris 불가리스[*]는 각각 라틴어로 "찌르레기", "흔한"이라는 뜻이다. 고대 영어: staer 스타에르는 뒤에 중세 영어: stare 스타레가 되었고, 이는 라틴어 "스투르누스"와 기원전 제2천년기에 존재한 정확한 발음은 알 수 없는 동일한 어원을 공유한다. 영어 표현 starling 스탈링[*]이 처음 발견되는 것은 11세기 문헌으로, 이때는 흰점찌르레기의 어린 개체만을 이르는 표현, 즉 stare + ing(새끼라는 뜻)였다. 그러다가 16세기가 되면 "stare"가 오히려 덩치 큰 개체들을 가리키는 표현이 되고 찌르레기를 전반적으로 가리키는 표현은 "스탈링"이 되었다. 윌리엄 버틀러 예이츠의 시 〈내 창문가의 찌르레기 둥지〉에는 옛 표현이 사용되어 그 원제는 "The Stare's Nest by My Window"이다. 국제조류학회의는 스투르누스 불가리스의 영어 통상명으로 "그냥 찌르레기(common starling)"를 선호한다.
찌르레기과(Sturnidae)는 구세계에만 존재하는 분류군으로, 다른 지역에서 발견되는 찌르레기과의 동물은 모두 외래종이다. 가장 많은 찌르레기과 종이 발견되는 지역은 동남아시아 및 사하라 이남 아프리카이다. 찌르레기속(Sturnus)은 다계통군으로서, 찌르레기속에 속하는 종들 사이의 관계는 아직 완전히 규명되지 못했다. 흰점찌르레기와 가장 가까운 근연종은 민무늬찌르레기이다. 비이주성 민무늬찌르레기는 빙하기 때 이베리아반도에 고립된 흰점찌르레기 개체군들의 후예로 생각되며, 미토콘드리아 유전자 연구는 민무늬찌르레기가 아예 흰점찌르레기의 아종에 불과할 가능성도 시사하고 있다. 흰점찌르레기 개체군 사이의 유전적 변형이 특정 지명된 흰점찌르레기와 민무늬찌르레기 사이의 유전적 변형보다도 크다. 흰점찌르레기 화석은 플라이스토세 중기부터 발견된다. 그러나 찌르레기과 전체의 화석은 부족하여 찌르레기과에 속한 종들의 관계를 밝히는 데 어려움이 되고 있다.

### 아종
흰점찌르레기는 다수의 아종이 있으며, 성체의 덩치와 깃털 크기가 연속변이적으로 달라진다. 지리적 범위에 따라 변형이 점진적으로 또 매우 광범하게 일어나기 때문에 학자들마다 그 아종을 각기 다르게 잡게 된다.

Subspecies
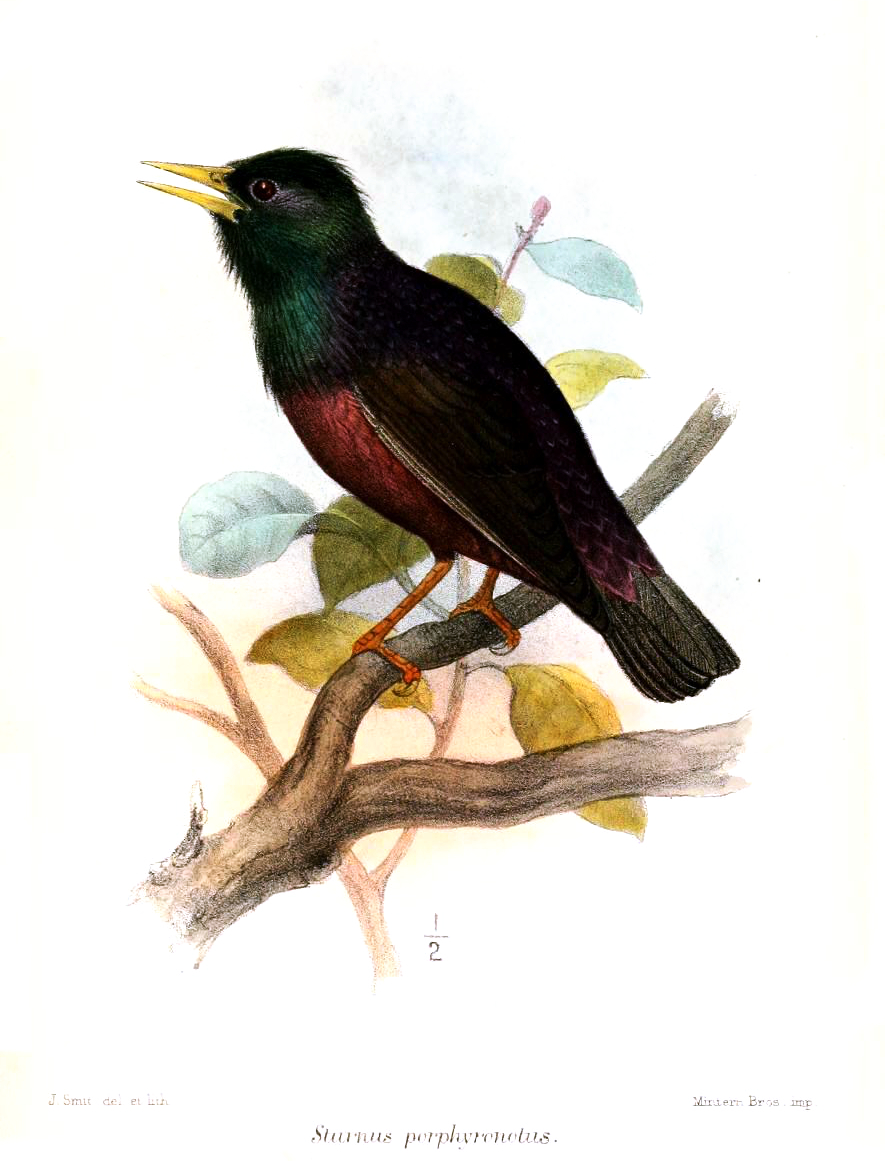
S. v. porphyronotus
S. v. tauricus in (우크라이나)
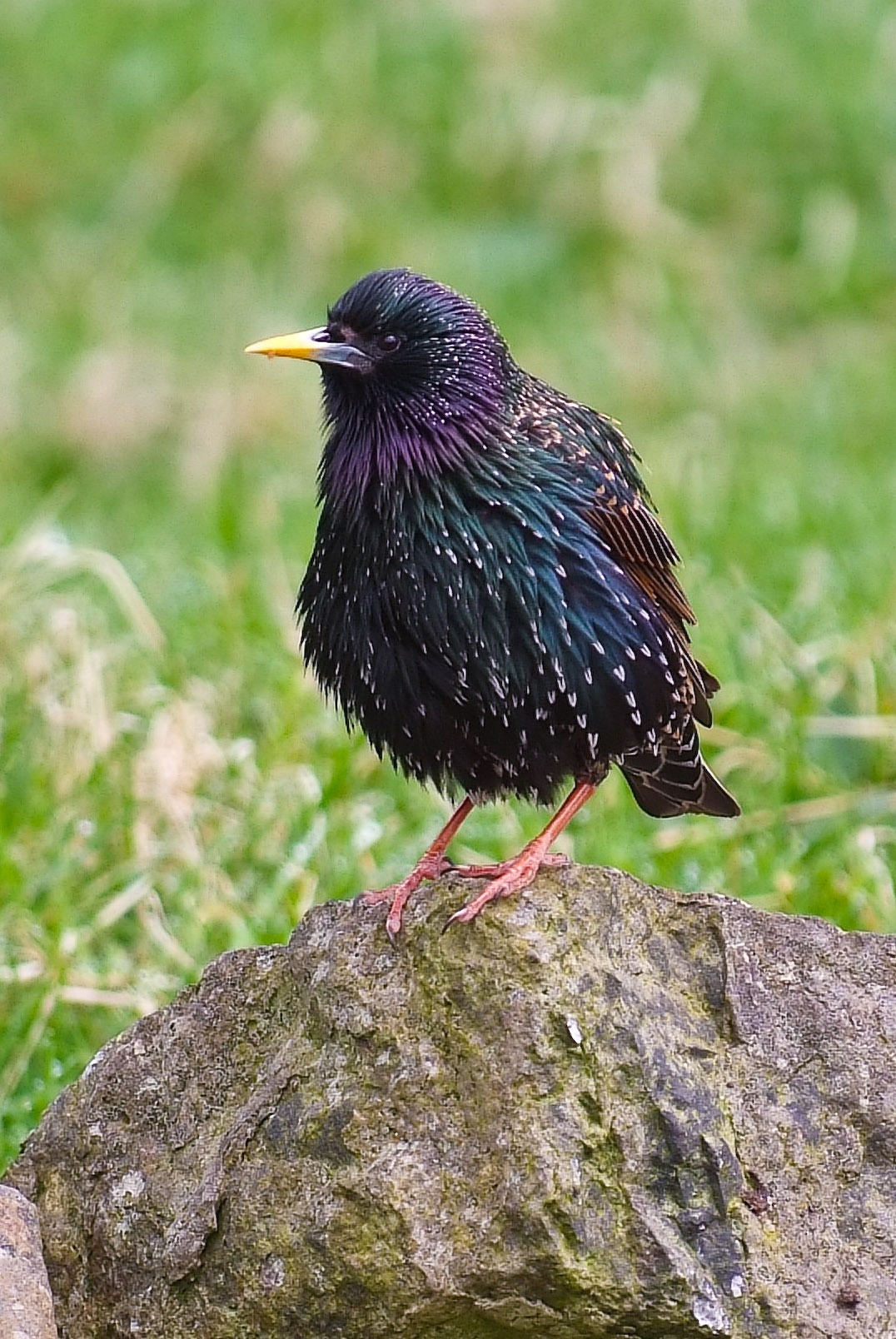
S. v. faroensis (페로 제도)
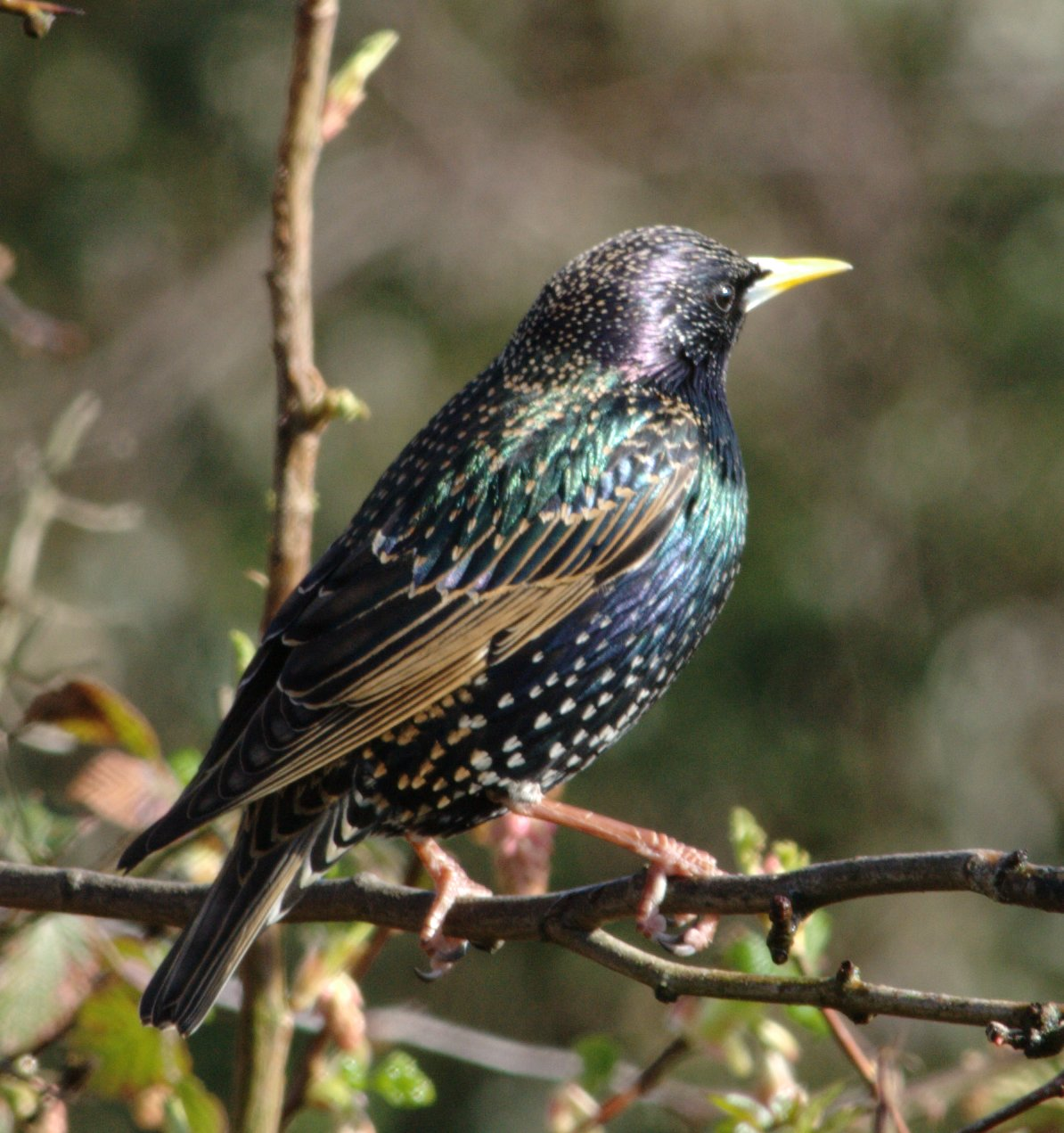
S. v. vulgaris (북아일랜드)

| 아종                | 명명자         | 서식지 | 비고 |
| ------------------- | -------------- | --- | --- |
| S. v. vulgaris      | Linnaeus, 1758 | 최북서부와 남동부를 제외한 유럽 대부분                                                                                     | 모식아종. |
| S. v. faroensis     | Feilden, 1872  | 페로 제도 | 모식아종보다 조금 더 크다. 특히 부리와 발이 그러하다. 성체는 좀더 어둡고 탁한 녹색 윤기가 있으며, 새로 난 깃털도 얼룩이 훨씬 적다. 새끼는 흰 뺨과 배 부분에 검댕 무늬가 있다. 목에도 검은 반점이 있다.                                                    |
| S. v. zetlandicus   | Hartert, 1918. | 셰틀랜드 제도 | 페로 아종과 비슷하지만 크기가 모식아종과 페로 아종의 중간 정도이다. 페어 섬, 세인트 킬다 군도, 아우터헤브리디스의 개체들은 이 아종과 모식아종의 중간 정도 크기이고, 학자에 따라 모식아종으로 분류하기도 하고 셰틀랜드 아종으로 분류하기도 한다.           |
| S. v. granti        | Hartert, 1903  | 아조레스 제도 | 모식아종과 비슷하지만 더 작다. 특히 발이 그러하다. 상체에 강한 보라색 윤기가 있는 경우가 많다. |
| S. v. poltaratskyi  | (Finsch, 1878) | 바시키르 공화국 동부에서 우랄산맥을 넘어 시베리아 중부 바이칼호와 몽골 서부까지                                            | 모식아종과 비슷하지만 머리의 윤기가 두드러지게 보라색이다. 등은 녹색이고, 옆구리는 대개 보라색 섞인 청색이다. 날개 위쪽은 청색 섞인 녹색이다. 비행할 때는 날개 아래쪽과 겨드랑이 쪽에 계피색 경계가 눈에 띈다. 이 계피색 깃털들은 갓 났을 때는 매우 옅다. |
| S. v. tauricus      | Buturlin, 1904 | 크리미아 및 드네프르강 동안에서 동쪽으로 흑해 해안을 거쳐 소아시아 서부까지. 고지대에는 없고 purpurascens 아종이 대신한다. | 모식아종과 비슷하지만 날개가 훨씬 길다. 머리의 윤기는 녹색이고, 몸체는 청동색에서 보라색이다. 옆구리와 윗날개는 녹색 끼가 도는 청동색이다. 뒷날개는 거무스름하고 경계가 다소 옅다. 번식기에 나는 깃털에는 반점이 거의 없다.                               |
| S. v. purpurascens  | Gould, 1868    | 터키 동부에서 트빌리시, 세반호까지. 그리고 흑해 해안의 고지대에서 tauricus 아종을 대체                                     | 모식아종과 비슷하지만 날개가 더 길고 귀, 목, 윗가슴에만 녹색 윤기가 있다. 그외 부위는 윗날개와 옆구리를 제외하면 보라색 윤기가 있고, 윗날개와 옆구리는 청동색이다. 아랫날개는 어둡고 그 경계가 흰색이다.                                                  |
| S. v. caucasicus    | Lorenz, 1887   | 볼가 삼각주에서 캅카스 동부 및 그 일대                                                                                     | 머리와 등에 녹색 윤기가 있고, 목과 배에는 보라색 윤기가 있다. 윗날개를 덮은 깃털은 보다 청색 끼가 돈다. 아랫날개는 purpurascens 아종과 같다. |
| S. v. porphyronotus | (Sharpe, 1888) | 중앙아시아 서부. 중가르 알라타우 산맥과 알타이산맥 사이에서 poltaratskyi로 변한다.                                         | tauricus 아종과 매우 비슷하지만 크기가 그보다 작고 지역적으로 분리되어 있다. porphyronotus 아종 서식지와 tauricus 서식지 사이에는 purpurascens 아종, caucasicus 아종, nobilior 아종이 산다.                                                               |
| S. v. nobilior      | (Hume, 1879)   | 아프가니스탄, 투르크메니스탄 남동부와 우즈베키스탄 주변부에서 이란 동부까지                                                | purpurascens 아종과 비슷하지만 더 작고 날개가 짧다. 귀를 덮는 깃털은 보라색 윤기가 있고, 몸 위아래 깃털들은 다소 붉은 윤기가 있다. |
| S. v. humii         | (Brooks, 1876) | 카슈미르에서 네팔 | 작다. 목 주변에만 보라색 윤기가 있으나 때로는 옆구리와 꼬리에도 보라색 윤기가 있다. 보라색이 아니면 옆구리와 꼬리의 윤기는 녹색이다. 호지슨은 이 아종을 indicus라고 기재했고, 그 명명을 따르는 사람도 많다.                                               |
| S. v. minor         | (Hume, 1873)   | 파키스탄 | 작다. 머리와 배 아래쪽, 등에만 녹색 윤기가 있고 나머지 부위는 보라색 윤기가 있다. |

페어 섬, 세인트 킬다 제도, 아우터헤브리디스의 개체들은 모식아종과 셰틀랜드 아종(S. v. zetlandicus)의 중간 정도 크기이며, 이 개체군을 아종으로 취급하는지 여부는 학마자다 다르다. 이 지역에 흔한 어두운 색의 새끼 개체가 스코틀랜드 본토를 비롯한 다른 곳에서 발견되기도 하는데, 이는 faroensis 또는 zetlandicus에게서 그전까지 고립되어 있다고 여겨졌던 이 지역의 개체군들에 유전자 이동이 있었을 가능성을 시사한다.
상기 표 외에도 여러 아종들이 기재되었으나 대개 더 이상 유효하지 않은 것으로 취급된다. 그 중 대부분은 각 아종이 만나는 경계에서 발견된 중간 형태에 불과했다. 그러한 이유로 폐기된 아종명으로는 다음과 같은 것들이 있다.
- 모식아종과 poltaratskyi 아종의 중간형태(러시아 서부)
  - S. v. ruthenus Menzbier, 1891
  - S. v. jitkowi Buturlin, 1904
- 모식아종과 tauricus 아종의 중간형태(발칸반도 남부에서 우크라이나 중부를 거쳐 보스포루스 해협까지)
  - S. v. graecus Tschusi, 1905
  - S. v. balcanicus Buturlin and Harms, 1909,
- caucasicus 아종과 nobilior 아종의 중간형태(이란 북부)
  - S. v. heinrichi Stresemann, 1928

S. v. persepolis Ticehurst, 1928는 이란 남부 파르스 주에서 발견되었는데, 모식아종과 매우 비슷하다. 이들이 별개의 텃새인지 아니면 남동 유럽에서 날아온 것에 불과한지는 아직 확실치 않다.

## 신체

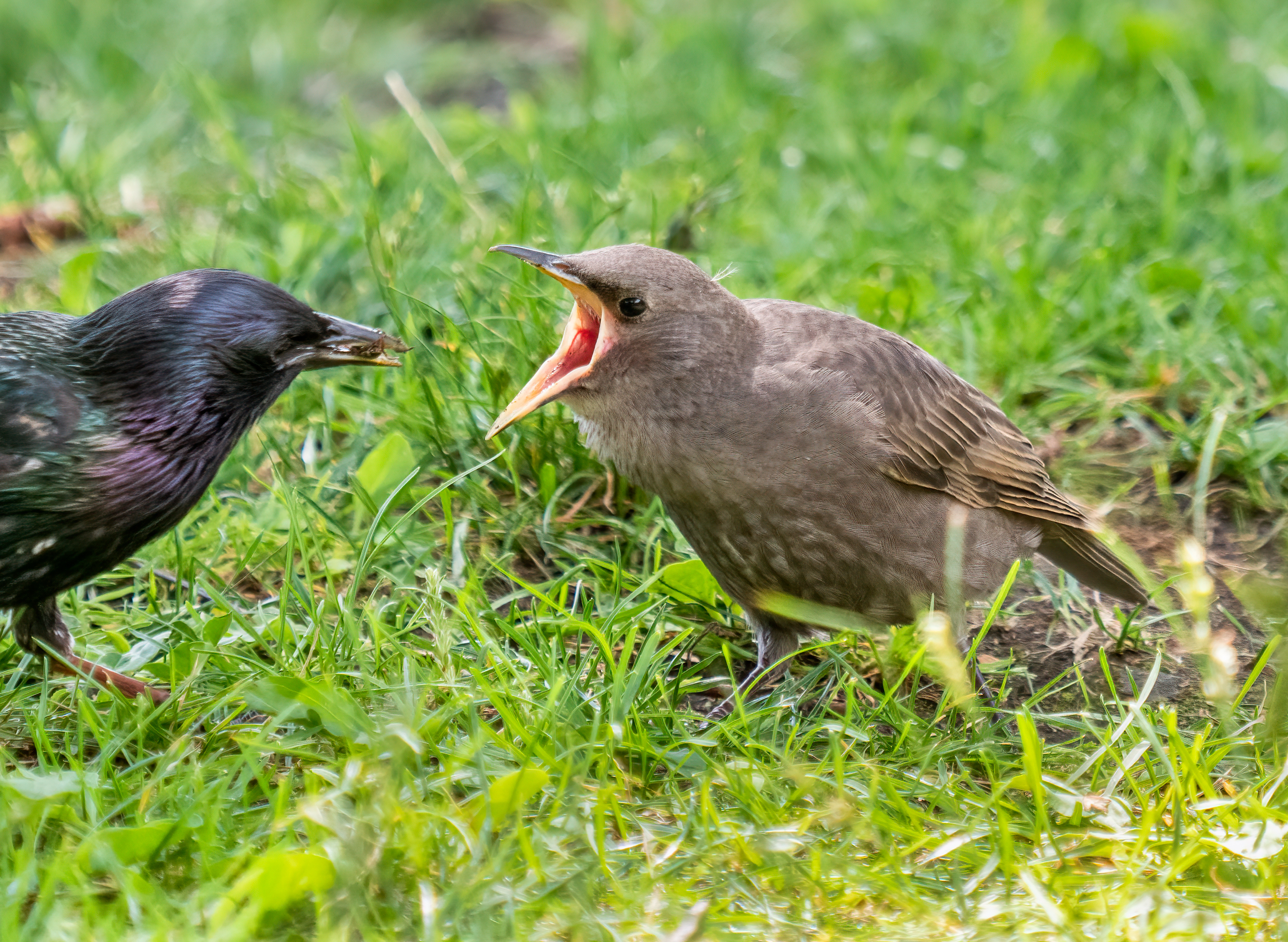
먹이를 보채는 새끼.

흰점찌르레기의 신장은 19–23 cm, 익폭은 31–44 cm, 체중은 58–101 g이다. 날개시위는 11.8–13.8 cm, 꼬리는 5.8–6.8 cm, 부리는 2.5–3.2 cm, 부척골은 2.7–3.2 cm이다. 깃털은 훈색성 검은색으로, 보라색 또는 녹색 윤기가 돌고, 겨울에는 흰색이 반짝인다. 같은 시기에 비교했을 경우 성체 수컷이 성체 암컷에 비해 배에 반점이 적다. 수컷의 목덜미 깃털은 길고 헐렁하여 과시행동을 할 때 쓰인다. 암컷의 목덜미 깃털은 보다 짧고 빽빽하다. 다리는 다부지고 분홍색 혹은 회색이 도는 붉은색이다. 부리는 좁고 끝이 뾰족한 원뿔형이다. 겨울에는 부리가 흑갈색으로 변한다. 여름이 되면 암컷은 부리가 레몬색이 되고 수컷은 청회색 바탕에 노란 색이 된다. 털갈이는 1년에 한 번, 번식기가 끝난 늦여름에 한다. 새로 난 깃털은 끝부분에 흰색(가슴 깃털) 또는 담황색(날개 및 등 깃털) 포인트가 있어서 마치 몸에 반점이 뿌려진 것처럼 보이게 된다. 번식기가 되면 이런 날개끝 색깔은 점차 지워져서 반점이 거의 없어진다. 새끼는 회갈색이고, 태어나고 첫 번째 겨울을 날 때가 되면 성체와 비슷한 깃털을 갖추게 된다. 다만 털갈이가 늦으면 이때까지 어린 깃털을 아직 약간 남길 수도 있는데, 특히 머리가 그렇다. 홍채 색깔로 흰점찌르레기의 성별을 구분할 수 있는데, 수컷은 주로 진한 갈색이고 암컷은 쥐색이 섞인 갈색 또는 회색이다. 홍채와 동공 사이의 색조 대비를 통한 암수 구분은 그 정확도가 97%이며, 목덜미 깃털 길이까지 고려하면 98%까지 정확도를 높일 수 있다. 흰점찌르레기는 찌르레기과 중에서도, 연작류 전체 중에서도 덩치가 중간 정도 간다. 개똥지빠귀나 찌르레기사촌, 소형 까마귀 같은 크기가 비슷한 다른 연작류와 비교했을 때 흰점찌르레기는 쉽게 구분이 가능하다. 흰점찌르레기는 이들 다른 연작류에 비해 꼬리가 상대적으로 짧고, 부리가 거의 날붙이처럼 뾰족하며, 배가 둥글고, 적갈색 다리는 크고 강인하다. 비행할 경우 끝이 뾰족한 날개와 어두운 색깔이 특징적이며, 땅에 내려왔을 때는 다소 희한한 비틀거리는 걸음거리가 또한 쉬운 구분 기준이 된다. 흰점찌르레기의 색깔과 체격은 다른 찌르레기들과 비교했을 때 쉽게 구분된다. 유전적으로 근연관계인 민무늬찌르레기도 흰점찌르레기 성체에게서 보이는 특유의 훈색 반점이 없어서 신체적으로 구분할 수 있다.

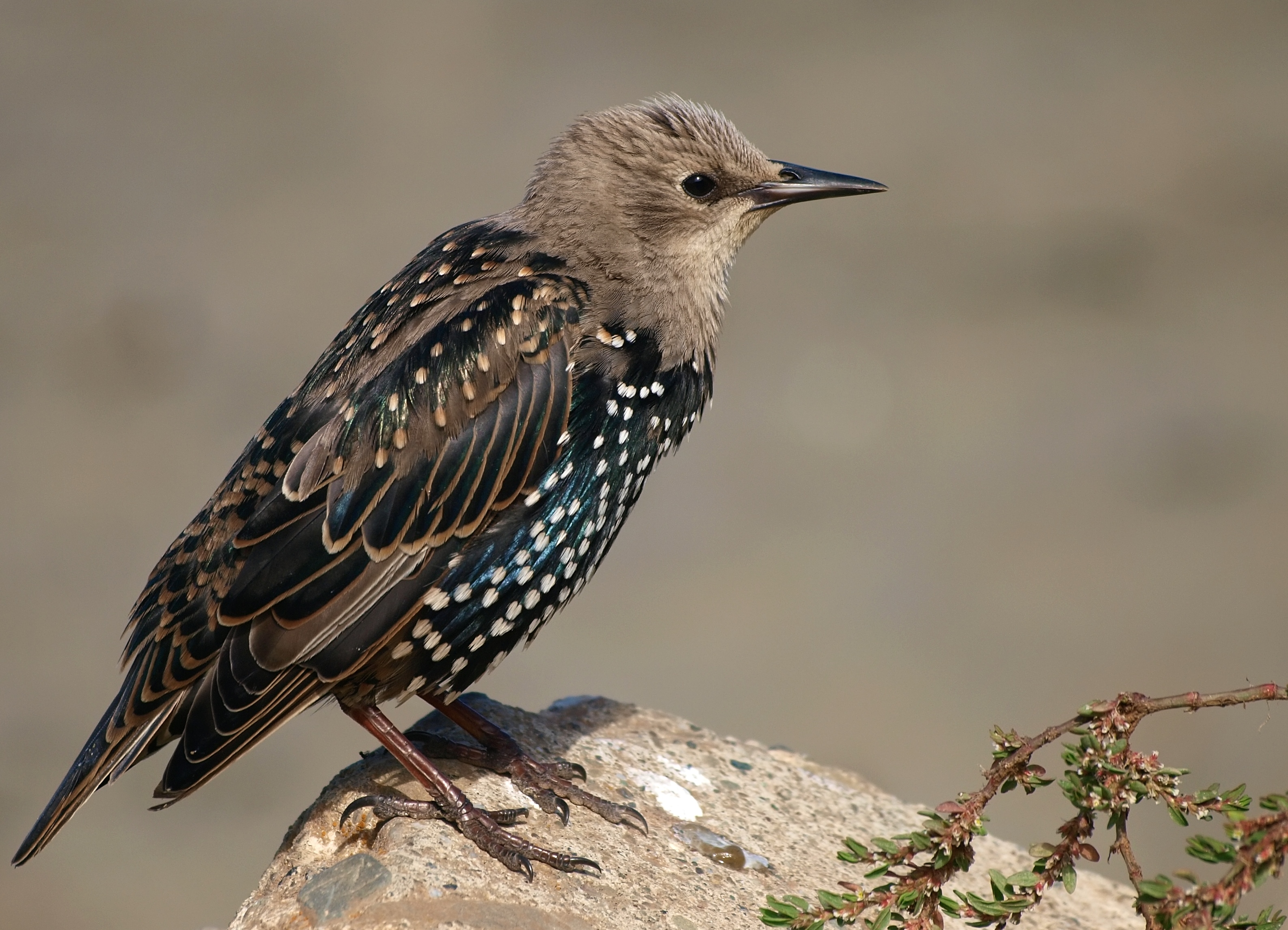
캘리포니아에서 촬영된 한 새끼. 첫 겨울 털갈이가 진행 중이다. 그래도 머리와 목에는 아직 새끼의 갈색 깃털이 보인다.

다른 찌르레기들과 마찬가지로 흰점찌르레기는 땅에서 폴짝폴짝 뛰기보다는 걷거나 달리는 식으로 움직인다. 비행 실력은 다소 강인하고 딱부러진다. 삼각형 날개는 매우 빠르게 퍼덕이고, 주기적으로 짧은 활공을 하여 힘을 보충하면서도 그렇게 많은 높이를 떨어지지는 않는다. 떼를 지을 때면 흰점찌르레기들은 거의 일제히 움직이면서 일심동체로 몸을 돌리고 틀며 기동한다. 이리 되면 마치 몇 가닥 줄기를 지닌 커다란 덩어리가 되어 움직이는 것과 같다. 이후 땅에 앉을 때도 상당히 조직적으로 움직인다. 철새 흰점찌르레기는 속도 60–80 km/h로 날 수 있으며 항속거리는 1,000–1,500 km에 이른다.
찌르레기속의 많은 육생성 찌르레기들은 땅을 여기저기 캐 보며 먹이를 찾기 좋도록 두개골과 근육이 진화했다. 이 진화가 가장 두드러지는 것이 흰점찌르레기를 비롯한 몇 종으로(나머지는 민무늬찌르레기, 흰뺨찌르레기), 흰점찌르레기의 턱을 벌리는 견출근은 커져 있고 두개골은 좁아져 있다. 이로써 눈이 앞으로 움직여 부리 아래쪽을 살필 수 있게 된다. 이 기술은 부리를 땅에 처박고 헤집으며 숨어 있는 먹잇감을 찾아 나서는 데 도움이 된다. 흰점찌르레기는 이러한 섭식 습성에 유리한 신체적 특성을 갖추고 있으며, 이것이 이 종이 널리 퍼진 성공적 요인임은 의심할 여지가 없다.
이베리아반도, 북서 아프리카, 지중해 서부에서는 흰점찌르레기가 민무늬찌르레기와 혼동되는 경우가 많다. 민무늬찌르레기는 이름을 보면 알겠지만 깃털에 무늬 없이 민짜 단색으로만 되어 있다. 가까이에서 보면 민무늬찌르레기의 목덜미 깃털이 좀더 길다는 것을 알 수 있을 것이다. 깃털 길이 차이는 노래를 떠들지 않을 때 더 쉽게 확인할 수 있다.

### 발성

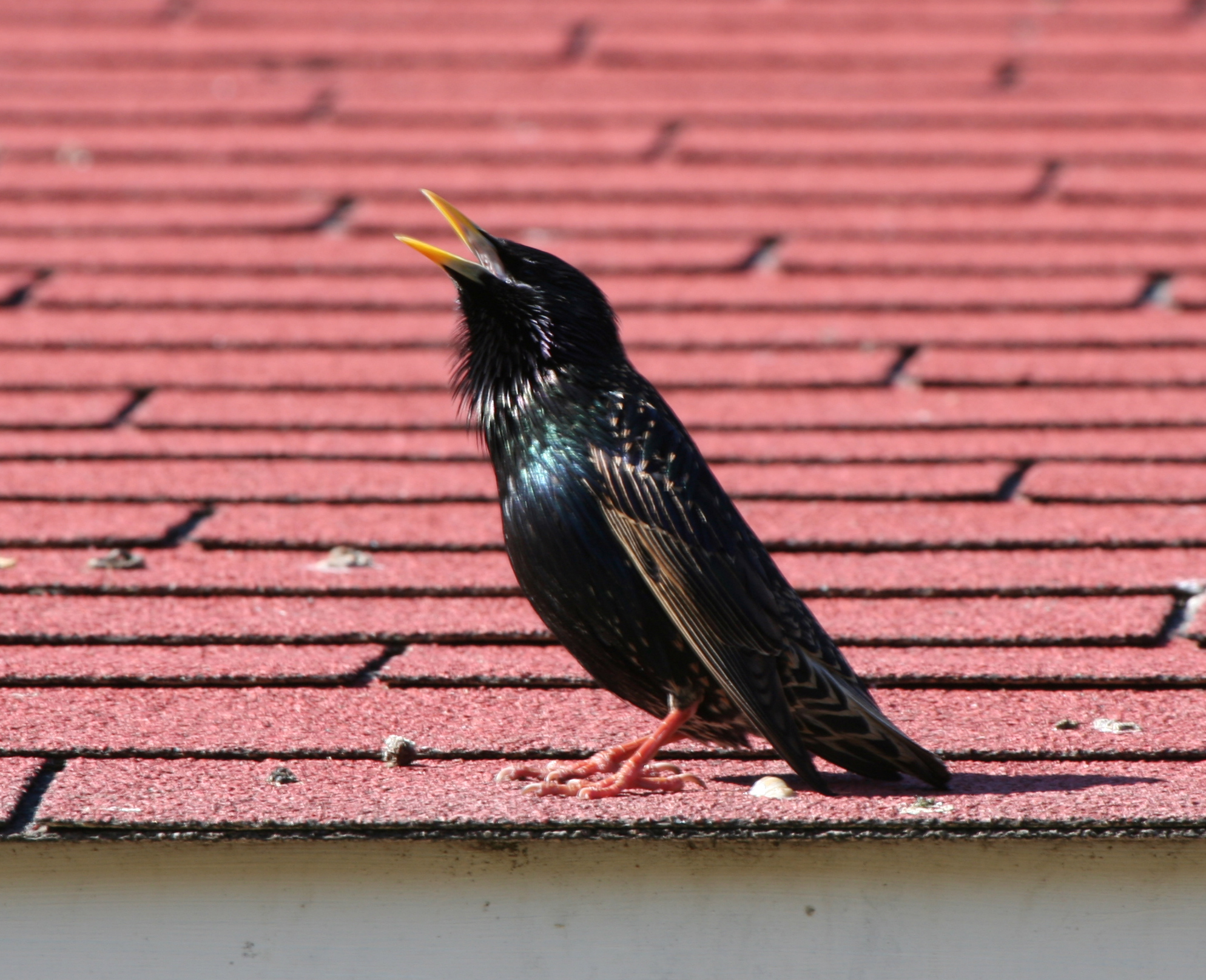
성체 수컷이 노래하면서 긴 목덜미 깃털을 과시하고 있다

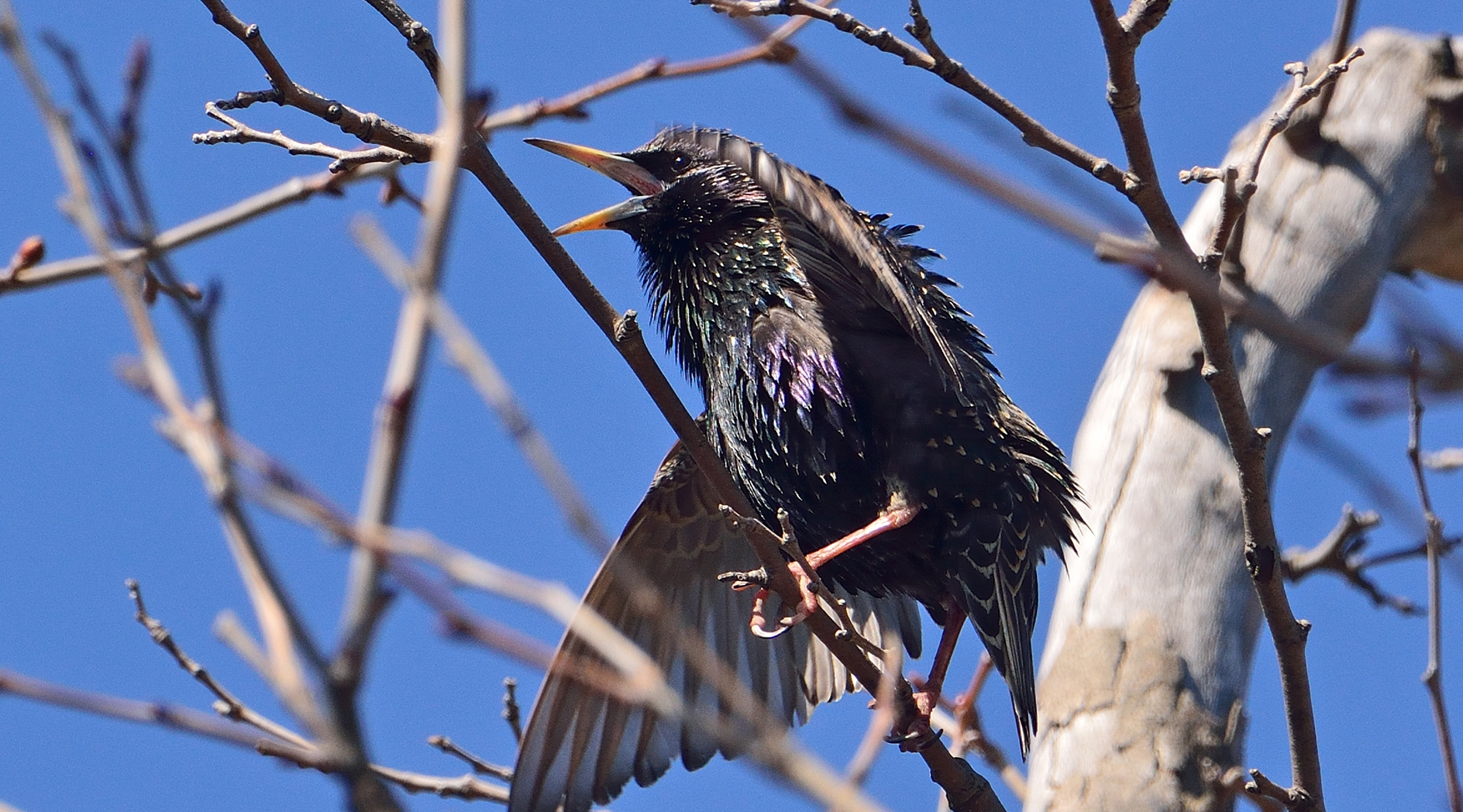
노래하는 흰점찌르레기. 미국 뉴욕 스크링크리크 공원에서 촬영.

흰점찌르레기는 시끄러운 새다. 그 노랫소리는 다소 음악적인 것과 기계질의 소음이 함께 섞여 있다. 주로 노래를 부르는 것은 수컷으로, 한번 시작하면 1분 이상 노래를 한바탕 지속한다. 이러한 노래는 보통 네 가지의 변종이 있는데, 정해진 순서대로 중간에 쉼없이 노래를 계속한다. 우선 순음으로 이루어진 휘파람을 몇 번 불면서 노래가 시작된다. 그 뒤 주 부분에서는 주로 다른 종의 새소리나 각종 자연적, 인공적 소음들을 모방한다. 노래가 높아질 수록 모방한 소리의 구조는 평이해진다. 그 다음 단계에서는 한동안 같은 소리를 반복하고, 그리고 다음 단계로 넘어간다. 이 변주 뒤에는 짤깍거리는 흡착음을 여러 번 내고 나서, 마지막으로 매우 높은 노래를, 다시 여러 형태로 변주하면서 불러댄다. 각각의 개체는 자기만의 레퍼토리를 갖고 있으며, 노래에 특히 능숙한 개체들은 35개 이하의 노랫소리와 14개 이하의 흡착음을 낼 수 있다.
수컷은 번식기가 되면 시도때도 없이 울어대고, 일단 짝을 지었으면 좀 덜 운다. 암컷이 있을 때 수컷이 자기 둥지로 날아가 그 입구에서 울어대기도 하는데, 암컷을 안으로 유도하는 것임이 분명하다. 보다 나이가 많은 개체들이 젊은 개체들보다 폭넓은 레퍼토리를 가지는 경향이 있다. 노래를 오래 부르는 수컷의 레퍼토리가 암컷을 더 잘 끌어들이고 다른 개체에 비해 매우 높은 번식 성공률을 보인다. 암컷은 복잡한 노래를 부를 줄 아는 짝을 선호하는 것으로 보인다. 어쩌면 노래가 풍부하다는 것이 경험이 많거나 장수했다는 것을 의미하기 때문일 수도 있다. 복잡한 노래를 부르는 것은 텃세권을 방어하고 보다 미숙한 수컷들의 접근을 막을 때도 도움이 된다.
번식기가 아니어도 노래를 부를 수 있다. 털갈이 시기를 제외하면 일년 내내 어디서든 울어댄다. 우는 것은 대개 수컷이지만 드물게 암컷도 발견된다. 이렇게 시도때도 없이 노래를 불러대는 것에 어떤 기능이 있는지는 제대로 이해되지 못하고 있다. 일단 떼 부름, 위협 부름, 공격 부름, 호통 부름, 흘레 부름 등의 11가지 부름이 구분되어 있다. 알림 부름은 거친 비명소리로, 먹이를 여럿이 찾던 흰점찌르레기들이 일제히 내지르곤 한다. 횃대에 앉거나 목욕을 할 때도 잡담을 떠들곤 한다. 때문에 주위에 거주하는 인간들에게 심한 소음공해를 발생시킨다. 흰점찌르레기 떼 한 무리가 일제히 날아갈 때, 이들의 날개의 동기화된 움직임으로 인한 쉭쉭이는 소리는 수백 미터 밖에서도 들린다.

## 생태
흰점찌르레기는 남과 어울리기를 무척 좋아하는 종인데, 특히 가을과 겨울에 그러하다. 무리의 크기는 다양하지만, 횃대 구실을 할 물건 근처에 크고 시끄러운 무리가 자주 만들어진다. 이 밀도 높은 새 무리는 매나 유럽새매 같은 맹금류의 공격으로부터 스스로를 지킬 수단이 되는 것으로 생각된다. 비행할 때는 긴밀한 구형 대형을 이루고, 그 모양이 계속 변하면서 쭈그러들었다 부풀어올랐다 한다. 따로 무리를 이끄는 지도자 같은 것은 없어 보인다. 각각의 흰점찌르레기는 자기에게서 가장 가까운 친구가 하는 대로 방향과 속력을 전환한다. 매우 커다란 횃대는 한 번에 150만 마리의 개체가 떼를 지을 수 있다. 도시 중심지나 소림, 갈대밭에서 이러한 일이 흔한데, 대개 문제를 발생시킨다. 이렇게 많은 개체가 발생시키는 배설물은 30cm 이하 높이로 쌓이기도 하는데, 이러면 나무가 배설물의 화학물질 농도 때문에 죽어 버린다. 보다 작은 무리의 배설물은 비료의 역할을 할 수도 있다. 하여 삼림 관리자들은 한 지역의 횃대를 다른 곳으로 옮겨 토양 개선을 꾀하면서 대규모 독소 누적은 막으려고 한다.
덴마크 유틀란드 남서쪽, 바다를 향한 퇴네르와 에스비에르의 소택지대와 리베 강 사이에선 봄철 해뜰녘이 되면 1백만 마리 이상이 모인 거대한 흰점찌르레기 떼를 볼 수 있다. 이들은 3월에 이렇게 모여 살다가, 4월 중반이 되어 북부 스칸디나비아의 새들이 번식기 때문에 떠나면 덴마크를 떠난다. 이들의 군체행동을 지역에서는 "소르트 솔(sort sol)"이라고 부르는데, "검은 태양"이라는 뜻이다. 영국 각지에서는 한겨울 해지고 나면 작게는 5마리에서 크게는 5만 마리에 이르는 흰점찌르레기 떼를 볼 수 있다. 이 떼들을 흔히 "소곤거림"이란 뜻의 머르머레이션(murmurations)이라고 부른다.

### 섭식

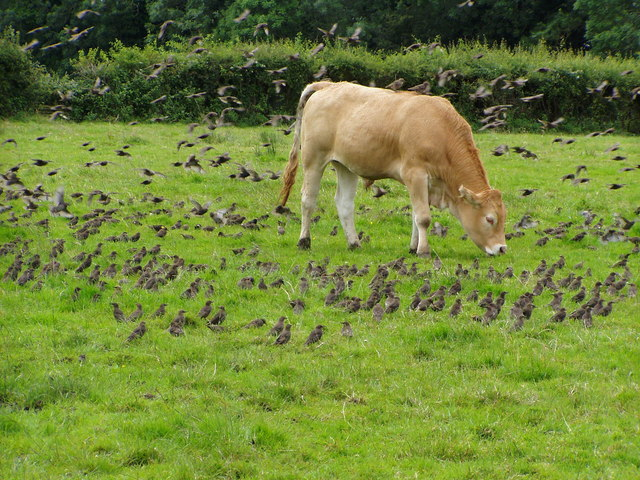
북아일랜드의 한 농장에서 먹이를 찾아 뒤지고 있는 흰점찌르레기 떼

흰점찌르레기는 강한 충식성으로 인간에게 해충으로 분류되는 것들은 물론 다른 여러 다양한 절지동물을 먹이로 삼는다. 먹이로 삼는 것으로는 거미, 각다귀, 나방, 하루살이, 잠자리, 물잠자리, 메뚜기, 집게벌레, 풀잠자리, 날도래, 파리, 딱정벌레, 잎벌, 꿀벌, 말벌, 개미 등이 있다. 성체 애벌레 할 것 없이 먹이로 삼는다. 또 지렁이, 달팽이, 소형 양서류나 장지뱀류도 먹이로 삼는다. 이렇게 무척추동물을 잡아먹는 것은 성공적인 번식을 위해서 필수저이다. 그런데 흰점찌르레기는 잡식성으로서 곡물, 씨앗, 과일, 꽃꿀 등을 먹고 기회가 된다면 음식물 쓰레기도 먹는다. 찌르레기과는 다른 새들과는 달라 수크로오스가 많이 들어 있는 음식은 제대로 소화를 시키지 못한다. 다만 포도나 버찌 같은 다른 과일은 그럭저럭 먹는다. 아조레스 제도의 고립된 흰점찌르레기 아종은 절멸위기종인 장미제비갈매기의 알을 까먹는다. 봄이 되어 번식지로 돌아오기 전에 도태시켜서 흰점찌르레기의 개체수를 줄이는 방법이 도입 중이다.
흰점찌르레기가 먹이를 찾는 방법은 다양하지만 가장 흔한 것은 주위 땅바닥을 헤집고 다니며 지표면의 또는 지표면 바로 아래의 곤충을 잡는 것이다. 대개 흰점찌르레기는 짧게 잘린 풀 사이를 뒤지고 다니기를 선호한다. 방목지의 가축들 주위나 가축들의 등에 타고 있는 모습이 발견되기도 하는데, 이는 이들 가축 포유동물의 신체 외부 기생충을 잡아먹기 위함이다. 좀 큰 떼를 이루면 무리 가장 뒤쪽의 새들이 먹이를 찾기 좋은 앞쪽으로 계속 날아오는 "roller-feeding"이라는 행동을 한다. 무리가 커질수록 가까이 붙은 개체들은 먹이를 찾음에 있어 하나처럼 행동한다. 어떤 때는 한 곳에서 배를 채우고 이전에 성공적으로 먹이를 찾았던 곳으로 되돌아가기도 한다.
흰점찌르레기의 관찰된 먹이찾기 행동으로는 세 가지가 있다. 우선 첫 번째는 벌레가 잡힐 때까지 부리로 땅바닥을 무작위하게 계속 찍어대는 "캐기(Probing)"다. 이 행동을 할 때는 보통 부리를 벌린 상태라, 부리를 벌린 상태로 땅을 찍으면 구멍이 커진다. 이 행동을 처음 보고 기재한 이는 콘라트 로렌츠로, 그는 여기 독일어로 zirkeln라는 이름을 붙였다., 이 "캐기"는 비닐봉투에 구멍을 뚫고 찢을 때도 사용된다. 어린 흰점찌르레기 개체가 "캐기"를 통달하기 위해서는 약간의 시간이 필요하며, 이때문에 어린 개체들은 벌레를 많이 못 먹게 된다. 두 번째 행동인 "채기(Hawking)"는 공중에서 날아다니는 곤충을 직접 부리로 잡는 것이다. 세 번째 행동인 "달려들기(lunging)"는 지상의 무척추동물에게 쇄도하여 붙잡는 것으로, 다소 덜 흔한 행동이다. 지렁이 따위는 흙을 퍼올려 잡는다. 한동안 먹이를 입에 대지 못했거나 해가 짧아져 먹이를 찾을 시간이 모자란 유럽찌르레기는 몸에 축적된 지방을 사용해 이를 벌충한다.

### 둥지

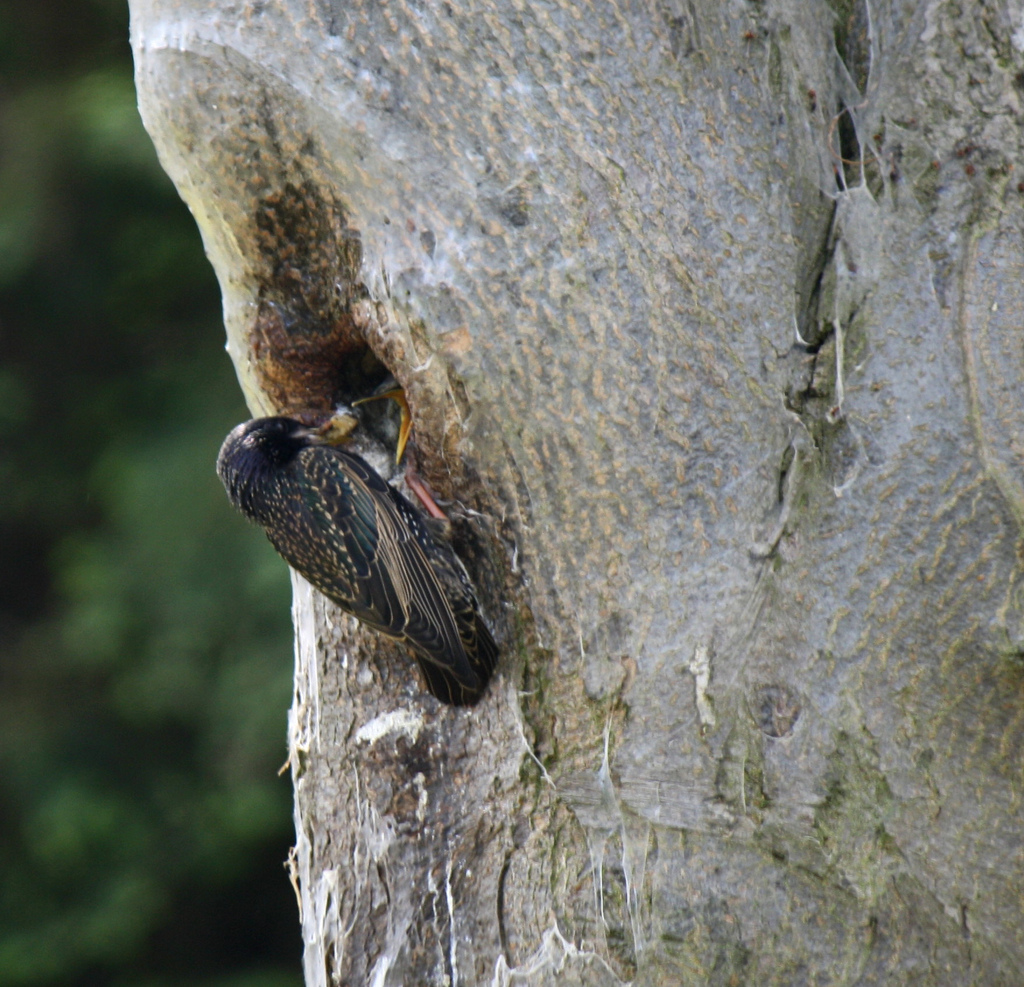
나무구멍 둥지 속의 병아리에게 먹이를 주는 어미. 잉글랜드에서 촬영.

짝이 없는 수컷은 적절한 구멍을 찾으면 짝이 없는 암컷을 유혹하기 위해 둥지 건설에 착수한다. 꽃이나 신록의 물건으로 둥지를 꾸미는 경우가 많다. 이런 장식물들은 나중에 암컷이 수컷을 짝으로 받아들이면서 허물어 버린다. 신록은 어느 정도 있기만 하면 되지 많을 수록 좋은 건 아니다. 그런데 그 중에 허브는 짝을 유인하는 데 매우 중요한 역할을 하는 장식물인 것 같다. 서양톱풀(Achillea millefolium)을 비롯한 식물의 향은 암컷을 후각적으로 꾀는 효과가 있다.
수컷은 둥지를 지으면서 내내 노래를 불러댄다. 암컷이 자신의 둥지에 더 관심을 갖게 하기 위함이다. 일단 흘레를 먼저 붙고, 그 뒤엔 암수가 함께 둥지를 계속 지어간다. 어떤 종류의 구멍이든 구멍이기만 하면 그 안에 둥지를 지을 수 있는데, 흔한 장소로는 나무 옹이, 건물, 그루터기, 사람이 만들어준 새집 등이 있다. zetlandicus 아종은 보통 절벽의 크레바스나 구멍 속에 둥지를 짓는데, 모식아종은 이런 장소를 거의 쓰지 않는다. 둥지는 대개 짚, 건초, 잔가지 따위로 만들고 안쪽에 깃털, 양털, 보드라운 나뭇잎 따위를 덧대 보강한다. 둥지를 짓는 시간은 대개 4 ~5일이 걸리며 알을 품으면서 동시에 둥지를 짓기도 한다.
흰점찌르레기는 일부일처이기도 하고 일부다처이기도 하다. 대부분의 번식은 수컷 하나와 암컷 하나로 이루어지지만, 때때로 한 쪽이 친구를 데리고 다니는 수가 있다. 주변 다른 둥지들이 모두 주인이 있을 경우 이런 친구도 둥지의 일부로 받아들여진다. 이럴 경우 수컷이 첫 번째 암컷이 둥지에 들어가 있을 동안 두 번째 암컷과 흘레를 붙을 수도 있다. 이렇게 둘째 둥지에서 흘레를 붙는 것은 첫째 둥지에서 하는 것보다 번식 성공률이 떨어진다. 수컷은 일부일처를 지키는 쪽이 이득이다.

### 번식

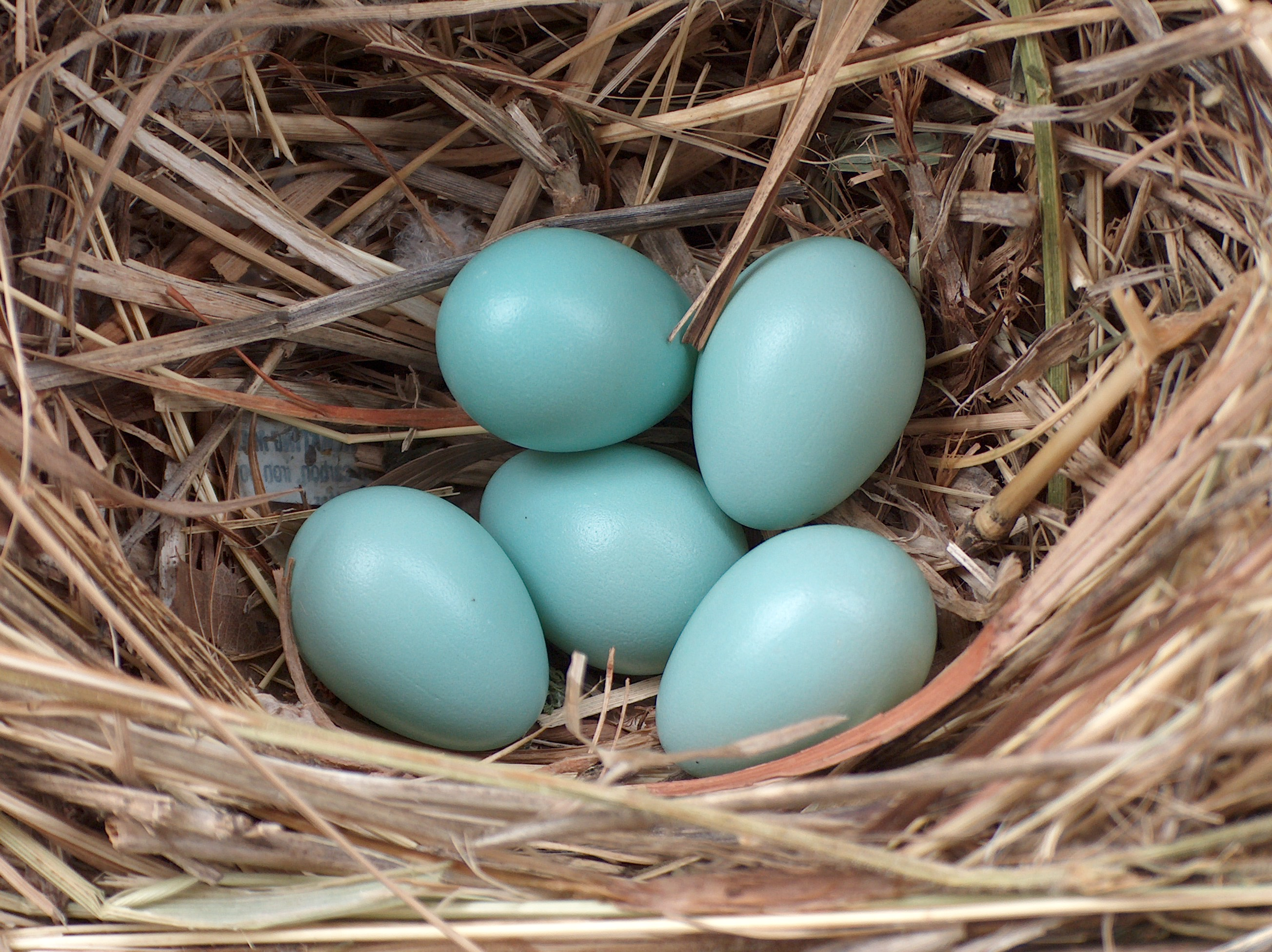
한 둥지에 알 다섯 개

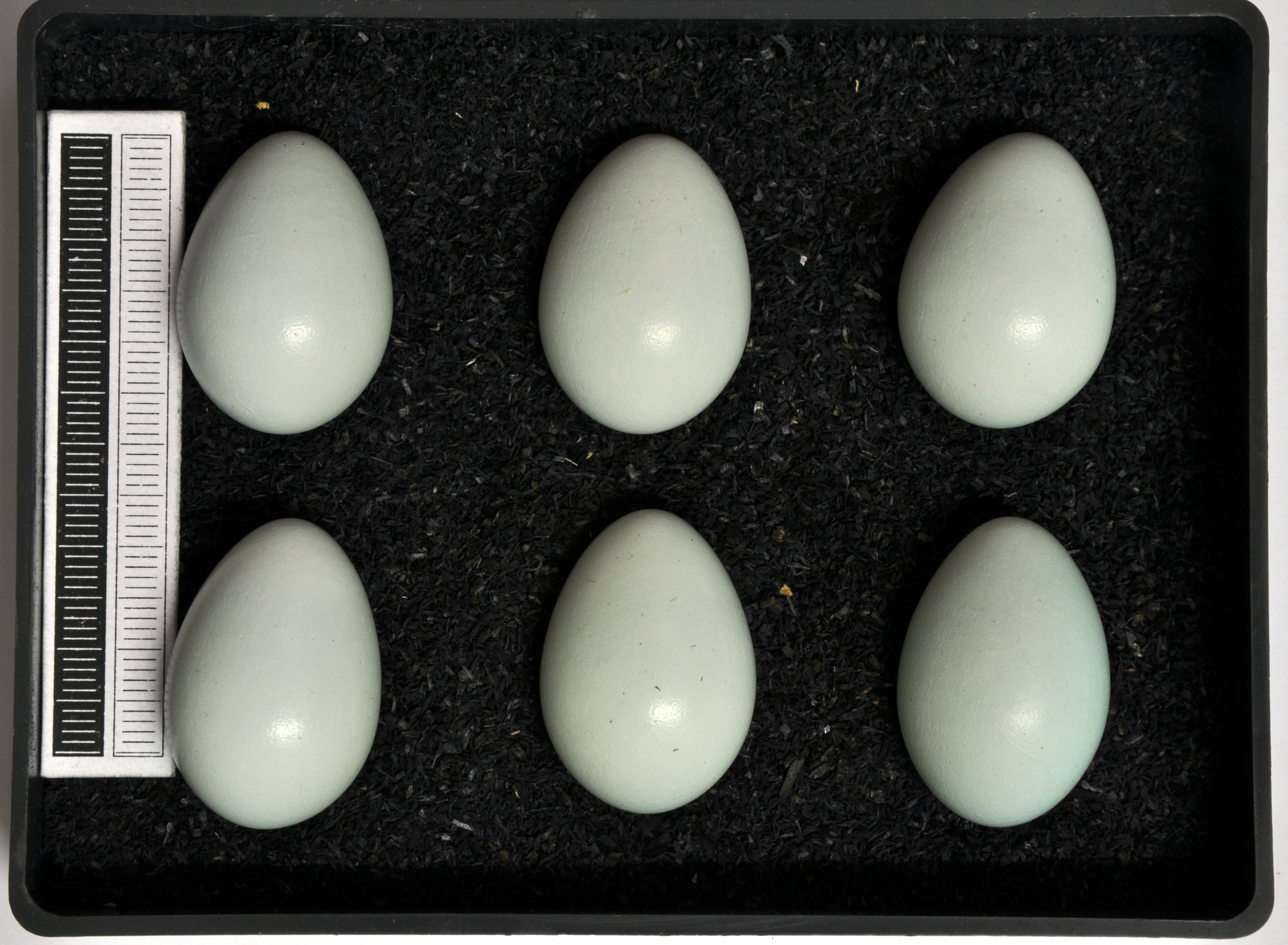
독일 비스바덴 박물관에 전시된 알

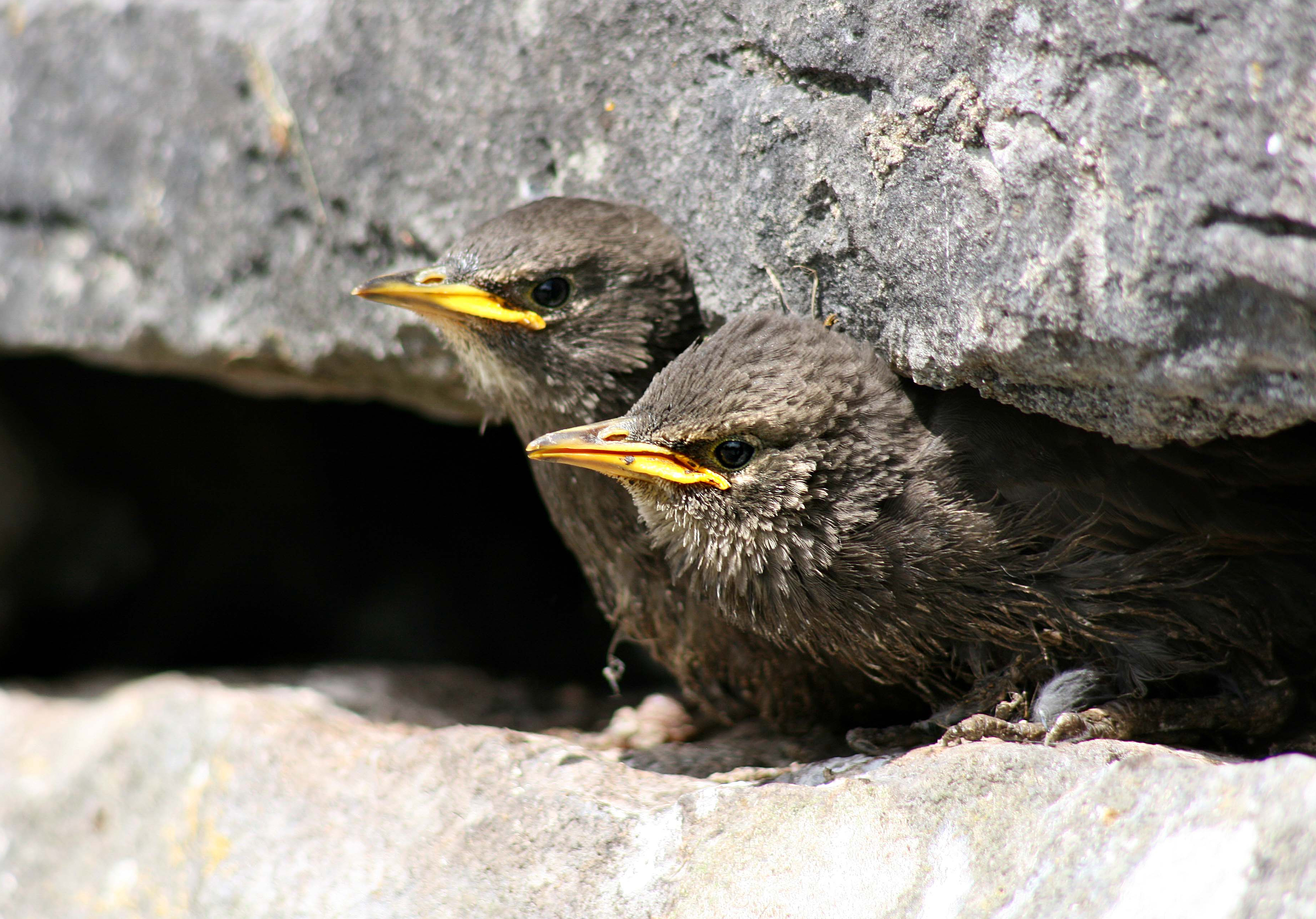
벽틈에 만들어진 둥지 속에서 먹이를 기다리는 병아리. 아일랜드 골웨이에서 촬영

번식은 봄에서 여름에 걸쳐 이루어진다. 흘레를 붙고 나면 암컷은 며칠에 걸쳐 하루에 하나씩 알을 낳는다. 이 시기에 알이 없어지면 없어진 만큼 더 낳는다. 보통 한 둥지에 4 ~5개의 알을 낳는다. 모양은 난원형이고 색깔은 창백한 푸른색 또는 드물게 흰색이다. 약간 윤기가 나는 질감이 있다. 알들의 색깔은 어두울 때 푸른색이 잘 보이기에 이렇게 진화한 것으로 생각된다. 알의 크기는 세로 26.5–34.5 mm이고, 최대 직경은 20.0–22.5 mm이다.
알 품기는 13일 정도 걸리며, 마지막에 낳은 알이 가장 먼저 낳은 알보다 약 24시간 늦게 부화한다. 암수 모두 알을 돌보지만, 암컷이 수컷보다 더 오래 알을 품는다. 또한 밤이 되면 수컷은 횃대로 돌아가 다른 새들과 어울리지만 암컷은 계속 둥지에 남아 알을 품는다. 갓 깨어난 새는 눈도 뜨지 못하고 털도 하나 없다. 이후 7일에 걸쳐 솜털이 돋아나며, 9일째가 되면 눈이 뜨여 앞을 볼 수 있다. 부화 후 약 6일이 지나면 병아리들이 자기 체온을 유지할 수 있게 된다. 그러면 부모 새들은 배설물을 둥지 밖으로 버리기를 그만둔다. 그 전까지는 배설물이 둥지와 병아리의 털을 적셔서 단열능력을 저해하고 갓 태어난 새끼를 저체온증에 걸리게 할 수 있기에 부지런히 둥지 밖으로 내다 버린다. 새끼 새는 3주가량 둥지에 머물면서 부모에게 계속 먹이를 받아먹는다. 깃털과 근육이 발달하고 나서도 1, 2주 더 부모에게 먹이를 받아먹는다. 한 쌍의 부부는 1년에 세 번 번식을 할 수 있으며, 대개 쓰던 둥지의 내부재만 손봐서 다시 사용한다. 하지만 실제로 세 번을 채우기보다는 두 번 정도가 흔하고, 북위 48도 이상에서는 1년에 한 번 밖에 새끼를 치지 않는다. 2개월 내에 새끼들은 털갈이를 하고 솜털 대신 첫 깃털을 얻게 된다. 어른 깃털이 나려면 이듬해까지 더 기다려야 한다. 다른 연작류와 마찬가지로 둥지는 깨끗하게 청소하고 병아리들의 배설낭은 부모가 치운다.
흰점찌르레기에게 종내 탁란은 흔한 일이다. 암컷 "떠돌이"(번식기에 짝을 맺지 못한 암컷들)는 종종 짝을 이룬 다른 찌르레기의 둥지에 알을 낳곤 한다. 또 많이 큰 새끼 새가 자기 둥지 또는 근처 둥지로 쳐들어가 새로운 일족을 쫓아냄이 보고되기도 했다. 흰점찌르레기 둥지가 새끼를 깃털이 돋을 때까지 성공적으로 길러낼 확률은 48% ~ 79%이다. 그러나 둥지 속 어린 새들 중 가임기까지 생존하는 것들은 20%에 불과하다. 성체의 생존률은 약 60%이다. 평균 수명은 2 ~3년이고, 최대 기록은 22년 11개월이다.

## 천적 및 기생충
찌르레기의 천적은 대부분 조류다. 찌르레기 무리는 이에 대개 날아 도망가는 것으로 대응한다. 찌르레기 무리가 높낮이가 있는 무리를 이루며 빠르고 날렵하게 높이 날아오르는 것이 대개 관찰된다. 그러나 찌르레기들의 비행 실력은 맹금류에게 거의 비할 바가 못 된다. 성체 흰점찌르레기의 천적으로는 참매(Accipiter gentilis), 유럽새매(Accipiter nisus) 등의 수리매 종류, 매(Falco peregrinus), 새호리기(Falco subbuteo) 황조롱이(Falco tinnunculus) 같은 송골매 종류가 있다. 솔개(Milvus migrans), 붉은솔개(Milvus milvus), 흰죽지수리(Aquila heliaca), 말똥가리(Buteo buteo), 늪지개구리매(Circus approximans) 같은 느린 맹금류들은 새끼나 병아리를 노린다. 밤에도 여럿이 모여 있지만, 꼬마올빼미(Athene noctua), 칡부엉이(Asio otus), 쇠부엉이(Asio flammeus), 헛간부엉이(Tyto alba), 올빼미(Strix aluco), 수리부엉이에게 취약하다.
북아메리카에서는 보라매, 송골매, 올빼미, 부엉이 등의 종 중 야생의 찌르레기를 잡아먹는 것으로 알려진 종은 20종 이상이다. 그 중 성체를 가장 잘 잡아먹는 포식자는 도시에 자리잡은 매 또는 쇠황조롱이(Falco columbarius)다. 가끔 인도구관조(Acridotheres tristis)가 흰점찌르레기 둥지에서 알과 새끼를 내다버리고 성체들도 내쫓는 경우가 있다. 또 작은꿀잡이새(Indicator minor)가 흰점찌르레기를 탁란 대리모로 사용하기도 한다. 그러나 흰점찌르레기는 대개 둥지 강탈의 피해자가 아니고 오히려 가해자이다. 다른 찌르레기류나 딱따구리류들이 주로 피해자가 된다. 나무를 탈 수 있는 포유동물, 예컨대 담비(Mustela erminea), 라쿤(Procyon lotor) 그리고 청설모(Sciurus spp.) 등이 둥지를 급습할 수 있다. 고양이 역시 위험 대상이다.
온갖 기생충이 흰점찌르레기의 몸을 숙주로 삼는다. 미국의 6개 주에 걸쳐 3백 마리의 흰점찌르레기를 잡아 검사한 결과 300마리 모두 최소 하나 이상의 기생충에 감염되어 있었다. 벼룩, 응애, 진드기가 발견된 개체는 99%, 내부 장기에 기생충을 갖고 있는 개체는 95%였고, 연충류가 가장 많았다. 숙주가 죽으면 흡혈성 기생종은 떠나지만, 나머지 기생충들은 시체 안에 그대로 남아 있다. 부리가 변형되어 있는 개체는 세털이에 심각하게 감염되어 있었는데, 아마 부리가 휘어서 벌레를 잡을 수 없었기 때문인 것 같다.

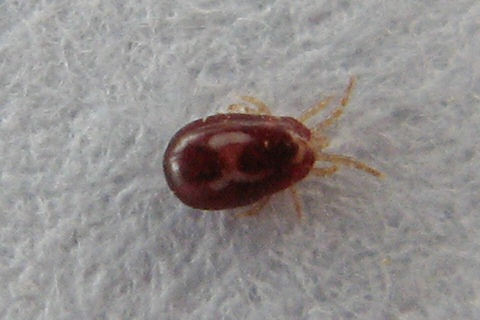
흰점찌르레기에 기생하는 양계장응애.

흰점찌르레기 둥지에 가장 흔한 벼룩은 닭벼룩(Ceratophyllus gallinae)이다. 작고 하얀 집참새벼룩(C. fringillae)도 종종 보이는데, 아마 흰점찌르레기가 참새 둥지를 빼앗은 경우인 것 같다. 이 벼룩은 미국에서 발병한 예가 없으며, 심지어 미국의 집참새들도 발병한 적이 없다. 이는 Menacanthus eurystemus, Brueelia nebulosa, Stumidoecus sturni 등이 기생한다. 그 외에 무척추동물 기생충으로는 참진드기속(Ixodes)의 진드기들이나 Analgopsis passerinus, Boydaia stumi, 양계장응애(Dermanyssus gallinae), Ornithonyssus bursa, O. sylviarum, Proctophyllodes species, Pteronyssoides truncatus, Trouessartia rosteri 등의 응애가 있다. 양계장응애(D. gallinae)는 Androlaelaps casalis라는 육식성 응애에게 잡아먹힌다. 기생충계에도 이러한 먹이사슬이 존재한다는 사실이 어쩌면 새들이 낡은 둥지를 다시 사용하는 것을 설명해 줄 지도 모른다.
날개 달린 곤충들 중 흰점찌르레기에 기생하는 것으로는 이파리(Omithomya nigricornis), 부생성 파리의 일종(Camus hemapterus)이 있다. 이 중 후자는 숙주의 깃털을 부러뜨리고 새로 깃털이 남에 따라 생기는 지방 위에 산다. 갈색집나방(Hofmannophila pseudospretella)의 애벌레는 대변이나 죽은 어린 새를 먹이로 삼기 위해 둥지에 꼬인다. 원생동물 중에는 하이모프로테우스속에서 흰점찌르레기의 혈중 기생동물이 많이 발견되었다. 하지만 가장 유명한 것은 선명한 주홍색 선형동물인 기관개취충(Syngamus trachea)이다. 이 벌레는 폐로부터 기도로 움직여 숙주가 질식사하게 만든다. 영국의 야생조류 중 떼까마귀와 함께 흰점찌르레기가 이 기생충에 가장 많이 감염된 종이었다. 그 외에 발견된 내부 장기 기생동물로는 구두충(Prosthorhynchus transverses) 등이 있다.
흰점찌르레기는 avian tuberculosis, 조류말라리아 레트로바이러스성 림프종 등을 앓을 수 있다. 인간에게 사육되는 개체는 대개 간에 필요 이상의 철분이 누적되는데, 먹이 식단에 홍차를 추가해 주면 예방할 수 있다.

## 분포
전세계적으로 흰점찌르레기의 개체수는 2004년 기준 3억 1000만 마리였고, 서식지 면적은 8,870,000 km2였다. 북반구 전체에 널리 퍼져 있으며, 유라시아 원산이다. 유럽, 북아프리카(모로코에서 이집트까지), 인도(주로 북부, 하지만 정기적으로 남부로 내려와 몰디브까지 이르기도 함), 네팔, 중동(시리아, 이란, 이라크 등), 중국 서북부 등지에서 널리 발견된다.

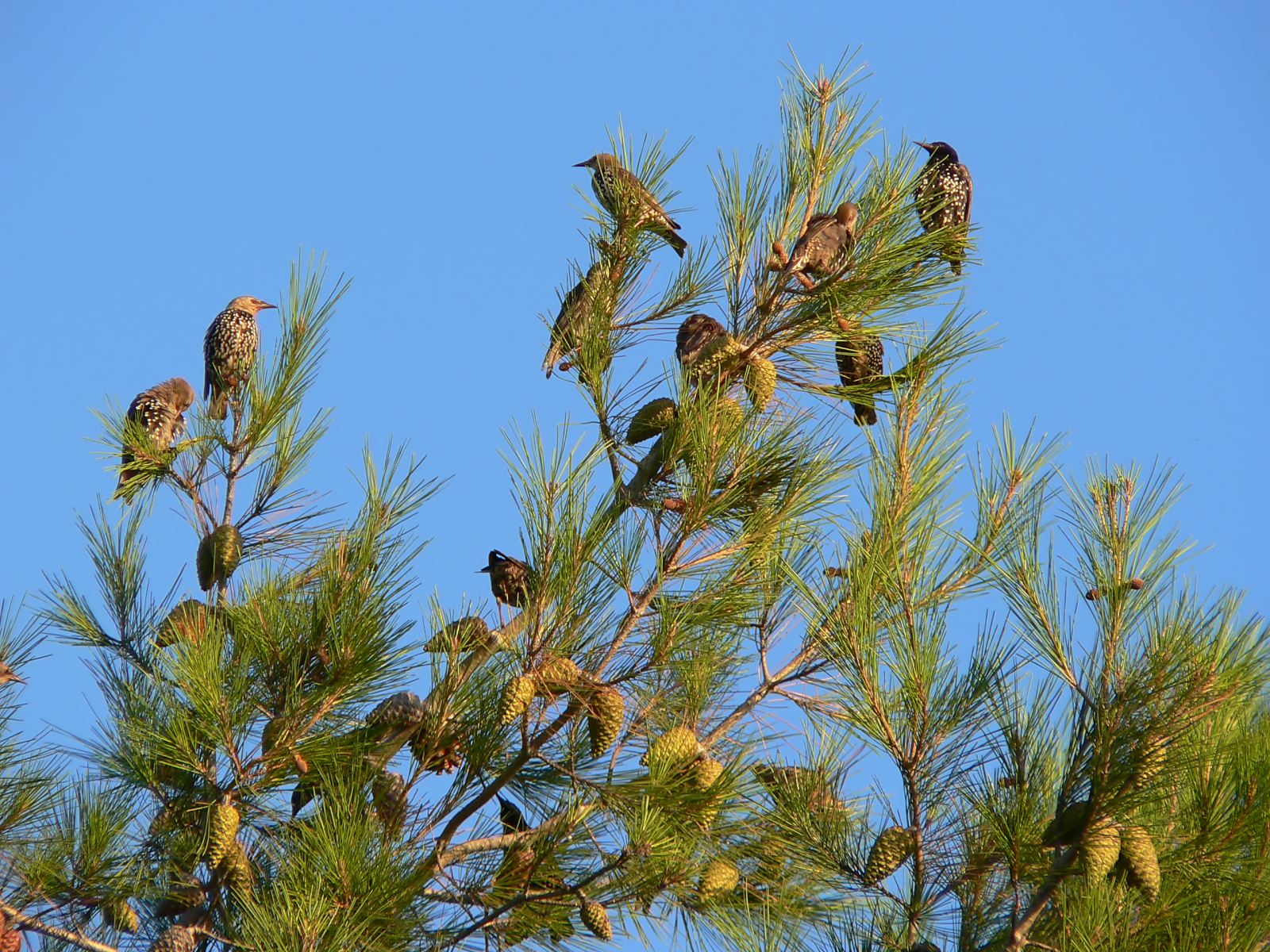
철이동 도중 소나무에 앉아서 쉬는 흰점찌르레기 떼.

유럽 서부와 위도 북위 40도 이하의 남부 지역에 사는 흰점찌르레기들은 주로 텃새이나, 다른 지역의 흰점찌르레기들은 겨울이 혹독해져 땅이 얼고 먹을 게 적어지면 다른 지역으로 이동하는 철새로 생활한다. 겨울이 되면 북유럽, 러시아, 우크라이나 일대에서 대규모의 흰점찌르레기가 서남쪽 또는 동남쪽으로 이동한다. 동유럽의 개체들이 도착할 즈음인 가을이 되면 영국의 흰점찌르레기 개체들은 이베리아와 북아프리카로 떠난다. 이렇게 이동하면서 다른 집단들끼리 조우하기도 하고 서로 다른 새 떼의 흐름을 마주쳐 지나가기도 한다. 잉글랜드 머시사이드에서 아직 둥지를 못 벗어난 병아리 15,000 마리의 다리에 반지를 끼웠는데, 시간이 지나면서 이 개체들은 멀리 노르웨이, 스웨덴, 핀란드, 러시아, 우크라이나, 폴란드, 독일, 니더란트 등지에서 발견되었다. 일본과 홍콩에서 소수의 흰점찌르레기를 보았다는 목격담이 산발적으로 들려오지만 이 새들이 어디서 왔는지는 불확실하다. 북아메리카에서는 북부 개체군은 철새처럼 행동하여 겨울이 되면 캐나다에선 흰점찌르레기를 찾을 수가 없게 된다. 동부의 새들은 남쪽으로 이동하고, 더욱 남쪽으로 가 미국 남서부에서 겨울을 난다.
흰점찌르레기는 도심지나 준도심지 환경을 좋아한다. 여러 인공 구조물들과 나무들이 둥지를 틀 장소와 횃대를 충분히 제공하기 때문이다. 갈대밭 역시 홰치기에 좋으며, 농장, 목초지, 놀이터, 골프장, 비행기 착륙장 등의 풀이 있는 곳이라면 먹이를 찾아내서 먹는다. 이런 인공 구조물 안의 풀은 가지런하게 깎여 있기 때문에 풀 사이의 먹이를 찾기 더 용이할 것이다. 삼림이나 소림에는 가끔 서식하며, 호주의 히스랜드 같은 관목지대에도 때때로 발견된다. 반면 나무가 빽빽하고 습기가 많은 숲(i.e. 우림이나 습한 경엽수림)에는 거의 살지 않는다. 반면 해안지역에서는 절벽 위를 횃대로 삼고 물풀을 뜯어먹으며 잘 산다. 이렇게 다양한 서식지 환경에 적응할 수 있기에 이 종은 전세계 곳곳에 널리 퍼져나갔다. 그리하여 해안의 습지에서 고산 기후의 숲속까지, 해발 1900 미터 높이에서 해수면 높이까지 온갖 환경에 서식하는 모습을 볼 수 있다.

### 침입 지역
흰점찌르레기는 뉴질랜드, 호주, 남아프리카, 북아프리카, 피지, 그 외 카리브 해의 여러 섬들에 침입, 성공적으로 자리잡았다. 이후 인접한 동남아시아 태국, 뉴기니로도 이주하였다.

#### 남아메리카
개체 다섯 마리가 잉글랜드발 배에 묻어서 1949년 11월 베네수엘라 마라카이보호 근교에 하역되었으나, 그 뒤 모두 사라졌다. 1987년, 부에노스아이레스 시내의 정원들에서 적은 수의 흰점찌르레기들이 쉬고 있는 것이 목격되었다. 그 이후로 초기 박멸 작업이 실패로 돌아감에 따라 연당 7.5 km (4.7 mi)라는 속도로 서식지가 빠르게 넓어지기 시작하여 대서양 해안 30 km (19 mi)를 점하게 되었다. 아르헨티나의 흰점찌르레기는 자연적 공간이나 인간이 만든 공간을 모두 활용해 둥지로 삼는데, 딱따구리가 만든 구멍을 특히 선호한다.

#### 오스트레일리아
오스트레일리아에서는 농업해충을 구제하기 위해 흰점찌르레기를 일부러 들여왔다. 뿐만 아니라 주요 작물인 아마의 꽃가루받이에도 도움이 될 것이라고 기대되었다. 하여 농장과 작물들 주위에서 흰점찌르레기가 둥지로 삼으라고 상자를 두기도 했다. 흰점찌르레기는 1857년에 멜버른에 도입되었고 시드니에는 20여년 뒤 도입되었다. 1880년대가 되면 오스트레일리아 남동부에서는 개체수가 확실히 유지되는데, 적응화위원회의 수고 덕택이었다. 1920년대가 되면 흰점찌르레기는 빅토리아, 퀸즐랜드, 뉴사우스웨일스 전역에 널리 퍼졌지만 이때까지는 아직 해수라고 인식되지는 않았다. 1917년 웨스턴오스트레일리아 올버니에서 흰점찌르레기가 목격되자 확산을 막기 위한 노력이 이루어졌다. 일단 넓고 건조한 널라버 평원이 자연 장벽으로 작용해 주었고, 새로운 수제 수단을 도입하여 향후 30년에 걸쳐 55,000 마리의 흰점찌르레기를 잡았다. 흰점지르레기는 로드하위 섬과 노퍽섬에도 진출했다.

#### 뉴질랜드
뉴질랜드의 초기 정착민들이 풀숲을 없애고 작물을 가꾸기 시작하자, 이전에 먹을 것이 없어진 벌레 떼가 농경지를 공격하기 시작했다. 뉴질랜드 원산종 새들은 사람과 가까이 사는 데 익숙해하지 않았고, 하여 유럽에서 해충구제를 위해 흰점찌르레기를 공수해 왔다. 넬슨 적응화 협회에서 1862년 첫 개체를 풀어놓았고, 이후로도 도입이 뒤따랐다. 곧 흰점찌르레기는 뉴질랜드 생태계에 자리를 잡았으며 북으로는 케르마데크 제도 같은 아열대 지역에서 남으로는 매쿼리섬에 이르기까지 국토 전역에 분포한다.

#### 북아메리카

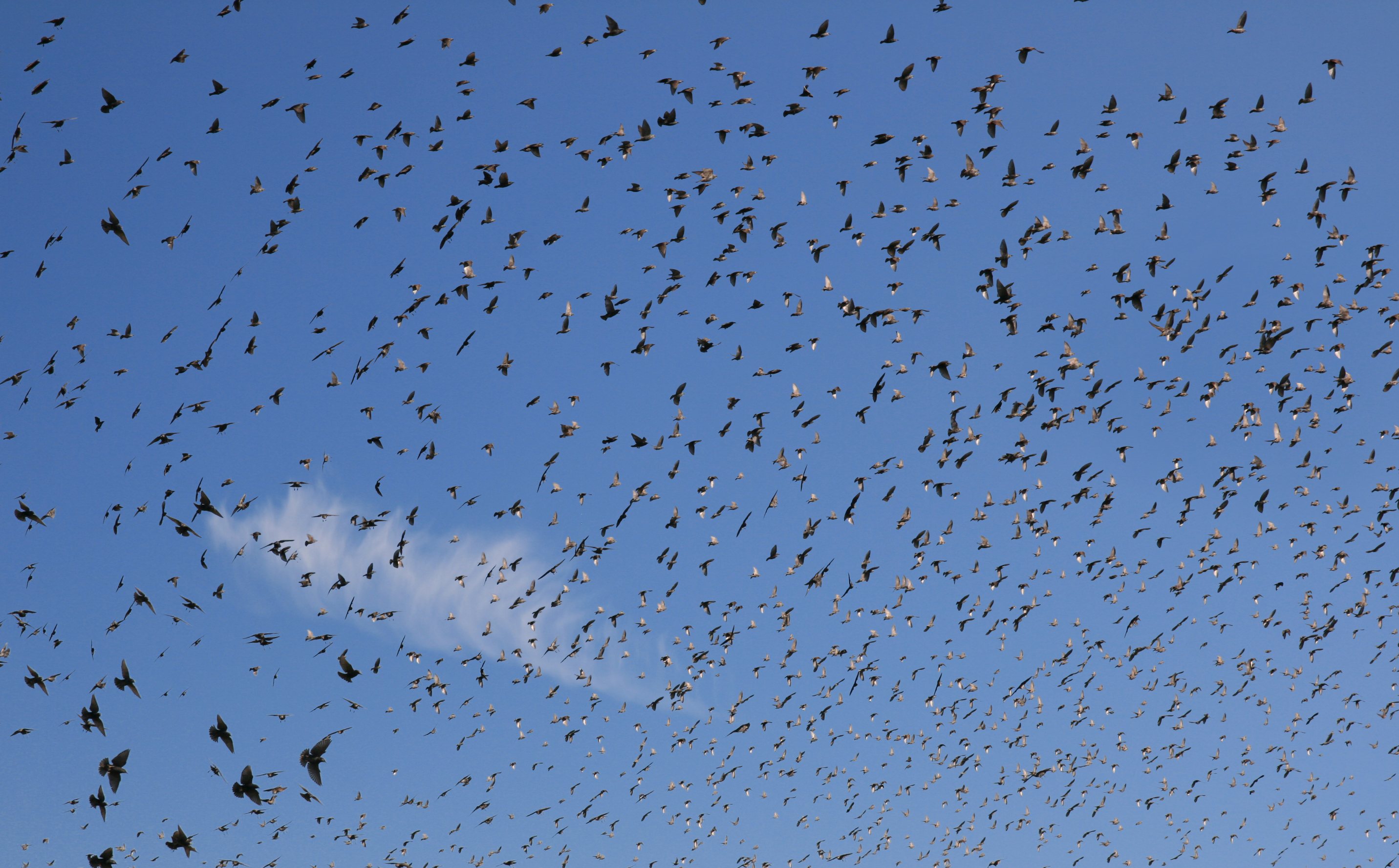
캘리포니아 나파밸리에서 촬영된 무리.

북아메리카에 흰점찌르레기를 도입하는 일은 두 번 실패했다. 이후 1890년 뉴욕 센트럴 파크에서 60마리의 흰점찌르레기가 방사되었다. 이를 추진한 미국 적응화 협회 협회장 유진 셰펠린은 윌리엄 셰익스피어의 희곡들에 나오는 새들을 모두 북미에 도입하려고 하던 자였다. 같은 날 포틀랜드 명금 구락부가 오리건 포틀랜드에서 흰점찌르레기 35쌍을 방사했다. 이 새들은 자리는 잡았으나 1902년을 전후해서 사라졌다. 이후 1940년대 중반에 북서부 태평양 연안에 흰점찌르레기들이 나타났는데, 이들은 아마 1890년 센트럴 파크에서 방사한 개체군의 후예로 추측된다. 60마리가 이제 1억 5000만 마리로 불어나서 캐나다 남부에서 알래스카, 중앙아메리카에 이르는 서식지를 점유하고 있다.

#### 폴리네시아
흰점찌르레기는 1925년경 오노이라우 섬과 바토아 섬에 상륙함으로써 피지에 도착한 것으로 보인다. 어쩌면 뉴질랜드의 개체들이 라오울 섬이나 케르마데크 제도를 징검다리 삼아 피지까지 진출했을 가능성도 있다. 이들 제도의 집단은 뉴질랜드와 피지와 같은 거리만큼 떨어져 있다. 피지의 개체 확산은 다소 제한적이었고, 개체군의 생존능력에 대한 회의도 존재한다. 피지에 건너온 것과 거의 같은 날에 통가에도 진출하였고, 서서히 북쪽을 향해 확산되었다.

#### 남아프리카
남아프리카에서는 1897년에 세실 로즈가 흰점찌르레기를 도입했다. 남아프리카의 개체군은 느리게 확산되어 1954년에야 클랜윌리엄과 포트엘리자베스에 닿았다. 오늘날 유럽찌르레기는 남부 희망봉 일대에선 흔한 동물이고, 요하네스버그 일대를 향해 북쪽으로 갈수록 점차 적어진다. 서식 중인 지역으로는 남아공의 웨스턴케이프 주, 이스턴케이프 주, 프리스테이트 주, 레소토의 저지대가 있다. 또한 하우텡 주 카와줄루나탈이나 나미비아의 오라녜문드 읍 주위에서도 때때로 목격된다. 남아프리카의 개체군은 텃새인 것으로 보이며, 인간 및 인간의 거주지와 방목지와 상당한 관계를 갖고 살아간다. 흰점찌르레기는 관개가 이루어진 땅을 좋아하며, 곤충을 찾을 가망이 없는 바싹 마른 땅은 기피한다. 둥지 자리를 놓고 토착 새들과 경쟁을 하기도 하지만, 토착종들에게 실제적 위협이 되는 것은 흰점찌르레기와의 경쟁보다 야생의 서식지 파괴일 것이다. 번식기는 9월에서 12월이고, 번식기가 아닐 때는 커다란 떼를 지어 갈대밭을 횃대 삼아 앉아 있고들 한다. 남아프리카의 도시지역 및 농촌 지역에서 가장 흔한 새이다.

### 서인도 제도
흰점찌르레기가 자메이카에 도입된 것은 1903년이고, 바하마와 쿠바의 경우 미국의 개체군이 인간의 개입 없이 진출했다. 자메이카에서는 흔하지만 장소를 타는 편이고, 바하마에서는 그랜드바하마와 비미니를 제외하면 드물다. 쿠바 동부 케이먼 제도, 푸에르토리코, 세인트크로이에도 드물다.

## 보존 상태
흰점찌르레기의 개체수는 전세계적으로 3억 1000만 마리 이상이며, 그 수는 크게 줄어드는 것으로 보이지 않는다. 그러므로 국제자연보전연맹(IUCN)은 이 새를 관심 불필요(least concern)로 지정했다. 19세기 이래로 1950년대 ~ 60년대까지 개체수가 계속 증가했다. 1830년경 모식아종이 영국 제도로 건너왔고, 그전까지 흰점찌르레기가 살았던 바 없는 아일랜드와 스코틀랜드까지 진출했다. 한편 스코틀랜드 본토가 아닌 셰틀랜드와 아우터헤브리디스에는 이미 zetlandicus 아종이 서식 중이었다. 흰점찌르레기는 1850년에 스웨덴에서, 1935년엔 아이슬란드에서 번식을 하는 것이 목격되었다. 번식지역은 남으로는 프랑스를 거쳐 스페인 북동부까지 넓어졌고, 이탈리아, 오스트리아, 핀란드에서도 번식지 면적의 상당한 확장이 있었다. 이베리아에서 흰점찌르레기가 번식을 시작한 것은 1960년으로, 한편 남쪽에서는 민무늬찌르레기의 서식지 범위가 1950년대 이래로 북상하며 확장하고 있었다. 양쪽의 진격 속도는 쌍방 연간 4.7 km로 산악과 소림 지형 때문에 느린 편이었다. 두 종의 서식지가 프랑스 남서부 및 스페인 북동부에서 겹치면서 직접적 경쟁이 일어나며 서식지 팽창은 더욱 느려졌다.
1980년부터 스웨덴, 핀란드, 부걸시아(카렐리야), 발트 3국에서는 흰점찌르레기의 개체수가 크게 줄었고, 그 외의 북유럽 및 중앙유럽에서는 조금 줄었다. 이들 지역에서 집중적 농업이 이루어지면서 악영향을 받은 것으로 보인다. 흰점찌르레기의 개체 감소율이 50% 이상이 된 많은 나라들은 흰점찌르레기를 적색목록에 올렸다. 영국의 경우 1966년에서 2004년 사이에 감소한 개체수는 무려 80% 이상에 이른다. 북아일랜드 등 일부 지역의 개체수는 안정 또는 오히려 증가했지만, 그 외의 영국 대부분에서는 더욱 급격하게 감소하는 추세이다. 이러한 감소의 이유는 어린 개체들의 낮은 생존률이 꼽히며, 그 원인은 농업 방식의 변화인 것으로 생각된다. 북유럽에서 집중적 농업이 실시된다 함은 서식지로 삼을 만한 목장이나 초지가 줄어든다는 의미이다. 흰점찌르레기 새끼는 성체로 잘 크기 위해 필요한 초지에서 잡히는 벌레들이 필요한데, 이 벌레들의 개체수도 덩달아 줄어들게 된다. 이에 따라 흰점찌르레기의 개체수도 감소하게 되는 것으로 보인다.

## 인간과의 관계

### 익조이자 해조

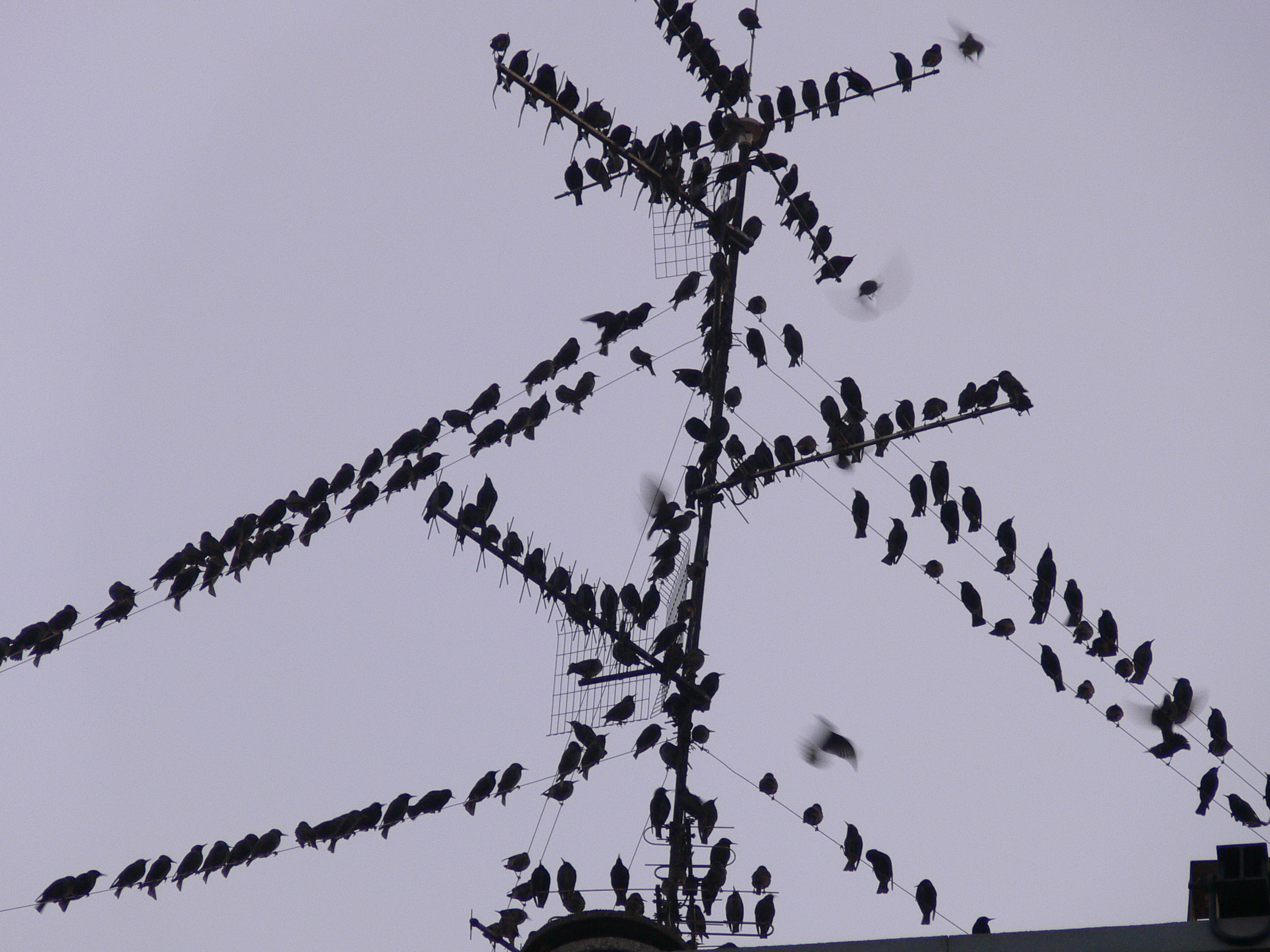
프랑스의 한 전신주와 주위 전깃줄을 횃대 삼아 모인 찌르레기 떼.

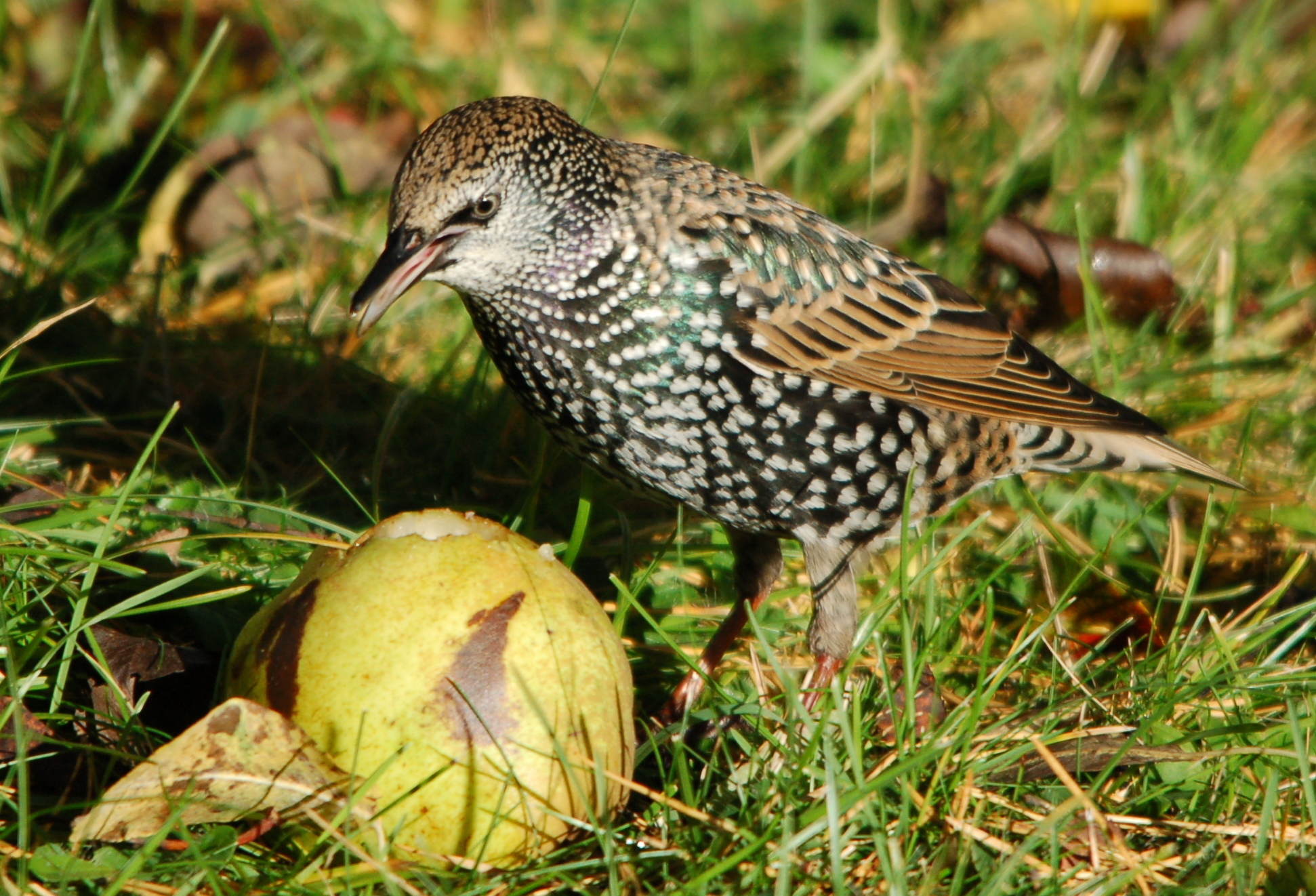
사과 낙과를 주워먹는 흰점찌르레기.

흰점찌르레기는 구렁방아벌레를 비롯한 해충을 잡아먹기에 대개 유라시아 북부에서는 이로운 새로 받아들여지고 있으며, 유럽인들이 세계각지에 이 새를 도입하려 한 것도 이런이유에서였다. 소련에서도 이 새를 위한 새집이 2500만 개가량 생산되었다. 뉴질랜드에서는 풀벌레의 일종(Costelytra zelandica)을 구제하는 데 흰점찌르레기를 써서 상당한 재미를 보았다. 오스트레일리아에서는 이 곤충을 주식으로 하는 새가 성공적으로 번식하도록 하기 위해 새집을 만들어주는 등 인공적인 개입으로 도입을 용이케 했다. 심지어 미국에서는 흰점찌르레기가 해수로 지정되어 있음에도 동시에 이들이 잡아먹는 해충의 수도 엄청나다고 농무부가 인정하고 있다.
찌르레기속의 다른 종이 없는 오스트레일리아나 북아메리카 대륙에 도입된 흰점찌르레기는 현지의 토착종들과 둥지구멍을 두고 다투면서 생태계에 큰 영향을 미쳤다. 북아메리카의 경우 박새, 동고비, 딱따구리, 제비들이 그 영향을 받았고, 오스트레일리아에서는 진홍장미앵무, 동부장미앵무 등이 흰점찌르레기의 경쟁종이다. 토착종의 개체 감소와 농업에 미치는 피해 때문에 흰점찌르레기는 IUCN이 선정한 세계최악의 침투종 100선에도 수록되었다.
흰점찌르레기는 포도, 복숭아, 올리브, 까치밥, 토마토 따위 과수원의 낙과를 주워먹거나 새로 난 싹을 파헤쳐 먹기도 한다. 이들이 잡아먹는 동물들은 씨를 먹기도 하지만 씨를 퍼뜨리기도 한다. 이스턴오스트레일리아에서는 신부덩굴, 블랙베리, 보니시드 등의 잡초가 흰점찌르레기로 인해 퍼지게 된 것으로 생각된다. 흰점찌르레기로 인한 미국 농업 피해액은 연간 8억 달러로 집계된다. 남아프리카에서는 미국에서처럼 농업에 해로운 동물로 여겨지지는 않는다.
큰 무리를 지어 다니는 점도 문제가 될 수 있다. 흰점찌르레기는 항공기 제트 엔진에 빨려들어갈 수 있다. 이러한 사고 중 가장 끔찍했던 것은 1960년 보스턴에서 일어난 이스턴 항공 375편 사건으로, 터보프롭기 한 대가 찌르레기 떼 속으로 들어갔다가 윈스럽 항 앞바다에 곤두박질쳐 추락했다. 이 사고로 62명이 죽었다.
흰점찌르레기의 배설물에는 인간에게 히스토포자증을 일으키는 병원체인 Histoplasma capsulatum가 들어있을 수 있다. 흰점찌르레기 떼가 홰를 치는 곳 주위로 쌓인 새똥엣 이 균이 번식할 수 있다. 그 외에도 흰점찌르레기가 인간에게 옮길 수 있을 가능성이 있는 감염병이 다수 있으나, 이 새들이 감염병을 퍼뜨릴 가능성은 다소 과장된 면이 있다.

### 개체수 조절
상술한 이유들 때문에 토착종이든 외래종이든 흰점찌르레기의 개체수를 조절하려는 노력들이 이루어지고 있다. 토착종인 경우 관련 내용은 현지 법규에 의해 정하고 있다. 예컨대 스페인에서는 흰점찌르레기는 식재료로서 상업적으로 사냥되며, 사냥철과 금지철이 따로 있다. 한편 프랑스에서는 해수로 분류되고, 사냥철이 되면 그 해 죽는 숫자의 상당부분이 이때 잡혀 죽는다. 영국에서는 흰점찌르레기는 일년 사철 아무 때나 죽여도 괜찮다. 이 종은 이주성이 있기 때문에 개체수 조절에 잡히는 새는 멀리 어디선가에서 날아온 새일 수도 있고, 개체군 자체는 크게 영향을 받지 않는다. 유럽에서는 법안이 변동하고 또 찌르레기 개체군이 이동 가능하다는 점에서 장기적으로 보았을 때 개체수 조절 시도의 효과는 제한적일 것이라는 전망도 있다. 허수아비 따위 물건과 시청각을 동원해 겁을 주는 무해한 방법으로는 언제나 일시적 효과밖에 낼 수 없다.
횃대로 삼을 물건이 많은 대도시의 경우, 흰점찌르레기 떼의 소음과 배설물로 인한 악취 및 난장판이 골칫거리다. 1949년에는 런던 빅벤 시계바늘에 새 떼가 너무 많이 앉아서 시계가 멈춰 버린 적도 있다. 이후 그물을 치거나 역겨운 화학물질을 뿌리거나 다른 찌르레기의 경고 울음소리를 녹음해 방송하는 등 다양한 수단이 동원되었으나 모두 성공적이지 못했다. 1954년 《더 군 쇼》의 한 에피소드는 그 회 전체를 런던 중심지에 들끓는 흰점찌르레기 떼들로 인한 문제와 그것을 해결하려 하는 당국의 헛수고들을 패러디한 내용이다.

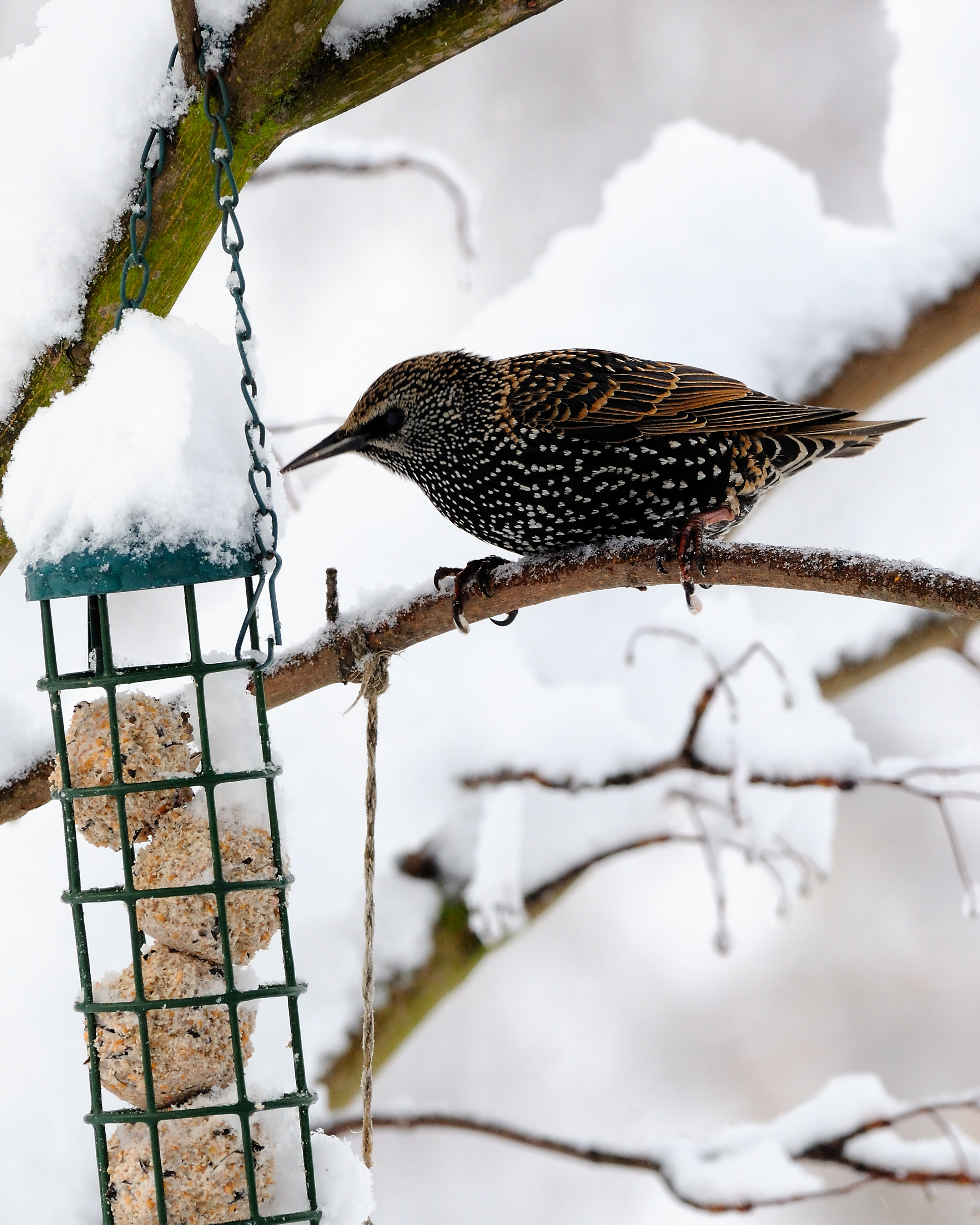
먹이통을 찾아왔다. 성체는 겨울에 부리가 검은색이 된다.

토착종이 아닌 외래종인 지역의 경우, 흰점찌르레기는 동물보호법 적용 대상이 되지 못하며, 대규모 구제 계획들이 실시된다. 새집 구멍을 흰점찌르레기의 덩치 직경 38 mm보다 작게 만들어서 사용할 수 없게 하고, 횃대를 제거하여 먹이통을 찾지 못하게 한다.
웨스턴오스트레일리아는 1895년 흰점찌르레기의 수입을 금지했다. 동부에서 날아오는 흰점찌르레기 무리들은 정기적으로 사살되고, 조심성 없는 새끼들은 덫이나 그물에 걸려 잡힌다. 새 한 마리를 잡아다 위치추적장치를 붙여 나머지 집단이 어디에 있는지 알아내는 등 새로운 방법들이 시도되고 있다. 또 오스트레일리아의 흰점찌르레기 개체군의 DNA를 분석하여 동부에서 서부로의 이동이 어디서 일어나는지 추적해 보다 예방적인 전략을 수립할 수 있도록 한다. 2009년 기준으로 웨스턴오스트레일리아에 남은 흰점찌르레기는 불과 300 마리에 불과하며, 주정부는 박멸 프로그램을 계속하기 위해 40만 호주 달러를 추가적으로 승인했다.
미국의 경우, 흰점찌르레기는 철새의 포획 및 살해를 금지하는 철새보호법의 대상이 되지 못한다. 흰점찌르레기의 둥지와 알을 부수거나 새끼나 성체를 죽여도 아무런 법적 하자는 없다. 1966년에는 흰점찌르레기를 죽이고 또 흰점찌르레기가 잘 먹을 만한 살금제를 개발하기 위한 연구가 진행되었다. 시체를 주워먹은 애완동물들이 죽지 않도록 포유동물에게는 독성이 낮아야 한다는 조건도 붙었다. 연구 결과 기준에 가장 적절한 화학물질은 DRC-1339였고, 스탈리사이드라는 상표명으로 판매되고 있다. 2008년 한 해동안 미국 정부는 흰점찌르레기 170만 마리를 사살하거나 음독시키거나 덫으로 잡았으며, 이는 유해종 구제 사례중 유례가 없이 큰 수이다. 2005년, 미국에 사는 흰점찌르레기 개체수는 1억 4000만 마리로 집계되었으며, 이는 전세계의 3억 1000마리 중 45%를 차지한다.

### 과학 및 대중문화

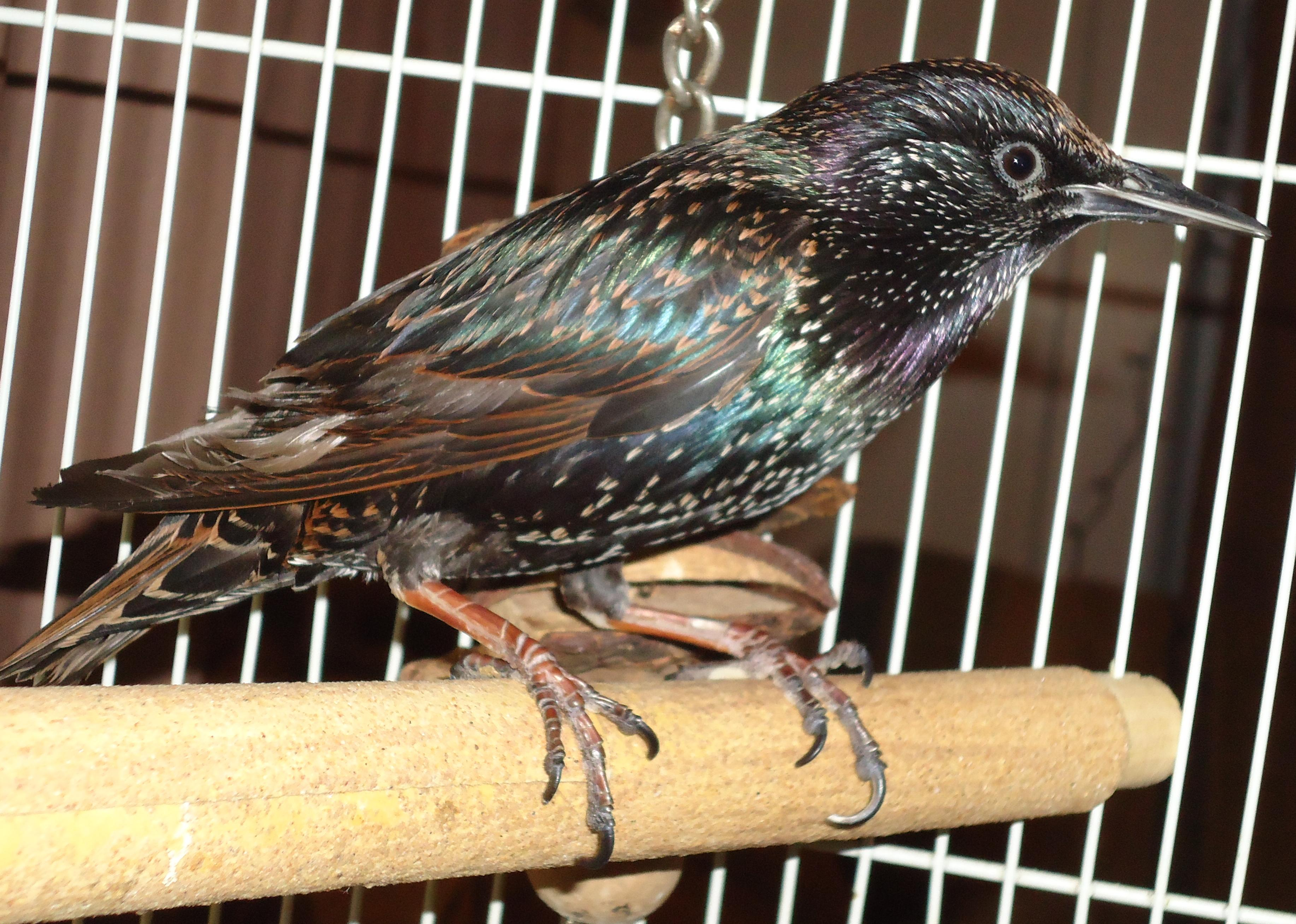
새장 안의 애완 찌르레기

흰점찌르레기는 애완동물 또는 실험실 동물로 사용될 수 있다. 오스트리아의 행동학자 콘라트 로렌츠는 저서 《솔로몬 왕의 반지》에서 이 종을 “가난한 사람의 개”이며 “사랑스러운 것”이라고 했다. 이유인즉 야생에서 새끼를 쉽게 구해올 수 있고 조심스럽게 손을 타고 나면 그 뒤로 돌보기는 어렵지 않기 때문이다. 흰점찌르레기는 새장에 갇히는 신세가 되어도 적응해서 잘 산다. 먹이는 일반적인 새 사료와 밀웜을 주면 된다. 한 새장에 여러 마리를 넣어 기를 수 있고, 호기심이 많기에 훈련시키거나 연구대상으로 삼기 좋다. 유일한 단점은 시와 때를 가리지 않는 지저분한 배변 습관으로, 사람에게 병이 옮지 않도록 예방해야 할 필요가 있다. 실험실 새로서는 집비둘기에 이어 두 번째로 많이 사용된다.
흰점찌르레기의 흉내 실력은 옛 사람들도 잘 알고 있었다. 중세 웨일스어로 쓰여진 켈트 신화집 《마비노기온》에서 브란웬이 찌르레기 하나를 길들여서 말을 가르치고, 아일랜드 해협을 건너보내 형제 브란과 마나위단에게 소식을 보낸다. 이에 형제는 누이를 구하기 위해 웨일스에서 배를 타고 에린으로 건너간다. 대 플리니우스는 이 새에게 라틴어와 그리스어로 완전한 문장을 말하도록 가르칠 수 있다고 주장했다. 또 훗날 윌리엄 셰익스피어의 헨리 4세 제1부에 나오는 핫스퍼의 대사로 다음과 같은 것이 있다. “왕께서 내가 모티머에 대해 말하지 말라고 금지하였노라. 하지만 나는 그가 잘 때 찾아가서, 그 귀에대 대고 소리치리라 ‘모티머!’ 아니다, 그보다 찌르레기 한 마리에게 모티머라는 말만 가르친 뒤 그에게 주어 그 분노가 멈추지 않고 계속되게 만들자.”

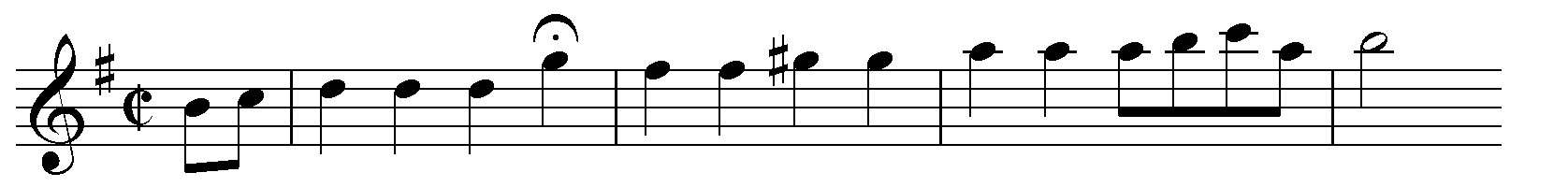
모차르트의 〈찌르레기 노래〉

볼프강 아마데우스 모차르트는 흰점찌르레기 한 마리를 애완동물로 길렀는데, 이 찌르레기는 G장조 피아노 협주곡의 한 부분을 따라 부를 수 있었다고 한다. 모차르트는 한 가게에서 새가 6주 전에 자신이 썼지만 아직 공중에 발표는 하지 못한 노래 구절을 따라 부르는 것을 듣고 새를 샀다. 그는 새를 매우 아꼈으며 3년 뒤 죽자 정성껏 장사지내 주었다. 모차르트의 《음악적 농담》 이 찌르레기의 우스꽝스러운 소리를 모방한 것이라는 설도 있다. 그 외에 흰점찌르레기를 소유한 사람들도 새가 다양한 구문이나 표현을 골라내는 학습을 했음을 밝힌 바 있다. 찌르레기는 낱말의 의미를 이해할 수 없기 때문에 아무렇게나 섞어 말하거나 새소리를 내다가 중간에 뜬금없이 사람 말소리를 흉내내는 등의 모습을 보여준다. 흰점찌르레기의 모방 능력은 너무 대단해서, 사정을 모르는 사람은 그 소리에 깜빡 속아 말한 사람을 헛되이 찾아보기도 한다.
흰점찌르레기는 지중해 일부 국가들에서 덫사냥을 해서 음식으로 먹는다. 고기는 질기고 저질이라 그대로 먹기보다는 찌개나 파테를 해서 먹는다. 한 요리법에 따르면 찌르레기 스튜는 고기가 “부드러워질 때까지, 시간이 얼마나 걸리든” 익혀야 한다. 제대로 요리를 했을 때도 싫어하는 사람은 싫어하는 후천기호식품이다.

## 참고 자료
- Arlott, Norman (2010). Birds of the West Indies. London: Collins. ISBN 0-00-727718-0.
- Artusi, Pellegrino (2003). Science in the Kitchen and the Art of Eating Well. Toronto: University of Toronto Press. ISBN 0-8020-8657-8. Translated by Murtha Baca and Stephen Sartarelli from Artusi's La scienza in cucina e l'arte di mangiare bene, first published in 1891.
- Burton, Robert (1985). Bird Behaviour. London: Granada Publishing. ISBN 0-246-12440-7.
- Cocker, Mark; Mabey, Richard (2005). Birds Britannica. London: Chatto & Windus. ISBN 0-7011-6907-9.
- Coward, Thomas Alfred (1941). The Birds of the British Isles and Their Eggs (First series) (PDF). London: Frederick Warne.
- Currie, F A; Elgy, D; Petty, S J (1977). Starling roost dispersal from woodlands: Forestry Commission Leaflet 69. Edinburgh: HMSO. ISBN 0-11-710218-0.
- Department of the Environment and Water Resources (2007). Australian Pest Animal Strategy – A national strategy for the management of vertebrate pest animals in Australia (PDF). Canberra: Department of the Environment and Water Resources. ISBN 978-0-642-55369-0. 2013년 5월 14일에 원본 문서 (PDF)에서 보존된 문서. 2013년 1월 13일에 확인함.
- Feare, Chris; Craig, Adrian (1998). Starlings and Mynas. London: Christopher Helm. ISBN 0-7136-3961-X.
- Federation of Alberta Naturalists (2007). The Atlas of Breeding Birds of Alberta: A Second Look. Edmonton: Federation of Alberta Naturalists. ISBN 978-0-9696134-9-7.
- Génsbøl, Benny (1984). Birds of Prey of Europe, North Africa and Middle East. London: Collins. ISBN 0-00-219176-8.
- Gray, John Edward (1831). Zoological Miscellany. Wurtz: Treuttel.
- Higgins, P J; Peter, J M; Cowling, S J, 편집. (2006). Handbook of Australian, New Zealand, and Antarctic Birds. Volumes 7: Boatbill to Starlings. Melbourne: Oxford University Press. ISBN 0-19-553996-6.
- del Hoyo, Josep; Elliott, Andrew; Christie, David, 편집. (2009). Handbook of the Birds of the World. Volume 14: Bush-shrikes to Old World Sparrows'. Barcelona: Lynx Edicions. ISBN 978-84-96553-50-7.
- Jobling, James A (2010). The Helm Dictionary of Scientific Bird Names (PDF). London: Christopher Helm. ISBN 978-1-4081-2501-4.
- Jones, Gwyn; Jones, Thomas (1970). The Mabinogion. London: J M Dent & Sons. ISBN 0-460-01097-2.
- Kilham, Lawrence; Waltermire, Joan (1988). On Watching Birds. College Station: Texas A&M University Press. ISBN 0-89096-763-6.
- Lever, Christopher (2010). Naturalised Birds of the World. London: A&C Black. ISBN 1-4081-2825-X.
- Linnaeus, Carolus (1758). Systema naturae per regna tria naturae, secundum classes, ordines, genera, species, cum characteribus, differentiis, synonymis, locis. Tomus I. Editio decima, reformata. (라틴어). Holmiae. (Laurentii Salvii).
- Lockwood, William Burley. (ed) (1984). The Oxford Book of British Bird Names. Oxford: Oxford University Press. ISBN 0-19-214155-4.
- Long, John A (1981). Introduced Birds of the World. Terrey Hills: A H & A W Reed. ISBN 0-589-50260-3.
- Lorenz, Konrad Z (1961). King Solomon's Ring. Wilson, Marjorie Kerr (translator). London: Methuen. ISBN 0-416-53860-6.
- Marjoniemi, Kyösti (2001). Thermogenic mechanisms during the development of endothermy in juvenile birds (PDF). Oulu: University of Oulu. ISBN 951-42-6542-4. ISSN 1796-220X. 2015년 7월 18일에 원본 문서 (PDF)에서 보존된 문서. 2016년 3월 17일에 확인함.
- Michalowski, Kevin (2011). Gun Digest Book of Sporting Shotguns. Iola: Gun Digest Books. ISBN 1-4402-2669-5.
- Neves, Verónica (2005). Towards a Conservation Strategy of the Roseate Tern Sterna dougallii in the Azores Archipelago (PDF). Glasgow: University of Glasgow.
- Parkes, John; Weller, Wendy; Reddiex, Ben (2005). Proceedings of the 13th Australasian Vertebrate Pest Conference (PDF). Wellington, New Zealand: The Museum of New Zealand (Te Papa). 2013년 5월 15일에 원본 문서 (PDF)에서 보존된 문서. 2016년 12월 25일에 확인함.
- Parkin, David; Knox, Alan (2009). The Status of Birds in Britain and Ireland. London: Christopher Helm. ISBN 1-4081-2500-5.
- Raffaele, Herbert; Wiley, James; Garrido, Orlando; Keith, Allan; Raffaele, Janis (2003). Birds of the West Indies. London: Christopher Helm. ISBN 978-0-7136-5419-6.
- Rasmussen, Pamela C; Anderton, John C (2005). Birds of South Asia. The Ripley Guide. Volume 2. Washington DC and Barcelona: Smithsonian Institution and Lynx Edicions. ISBN 84-87334-66-0.
- Robertson, Hugh; Heather, Barrie (2005). Hand Guide to the Birds of New Zealand. Auckland: Oxford University Press. ISBN 0-14-028835-X.
- Rothschild, Miriam; Clay, Theresa (1957). Fleas, Flukes and Cuckoos. A study of bird parasites. New York: Macmillan.
- Sibley, David (2000). The North American Bird Guide. Robertsbridge: Pica Press. ISBN 1-873403-98-4.
- Snow, David; Perrins, Christopher M, 편집. (1998). The Birds of the Western Palearctic concise edition (2 volumes). Oxford: Oxford University Press. ISBN 978-0-19-854099-1.
- Sparagano, Olivier A E (ed) (2009). Control of Poultry Mites (Dermanyssus). Dordrecht: Springer. doi:10.1007/978-90-481-2731-3. ISBN 978-90-481-2730-6.
- Taylor, Marianne; Holden, Peter (2009). RSPB Where to Discover Nature: In Britain and Northern Ireland. London: Christopher Helm. ISBN 1-4081-0864-X.
- Watling, Dick (2003). A Guide to the Birds of Fiji and Western Polynesia. Suva: Environmental Consultants. ISBN 982-9030-04-0.
- Yeats, William Butler (2000). The Collected Poems of W. B. Yeats. Ware: Wordsworth Editions. ISBN 1-85326-454-7.